# チェルニウツィー

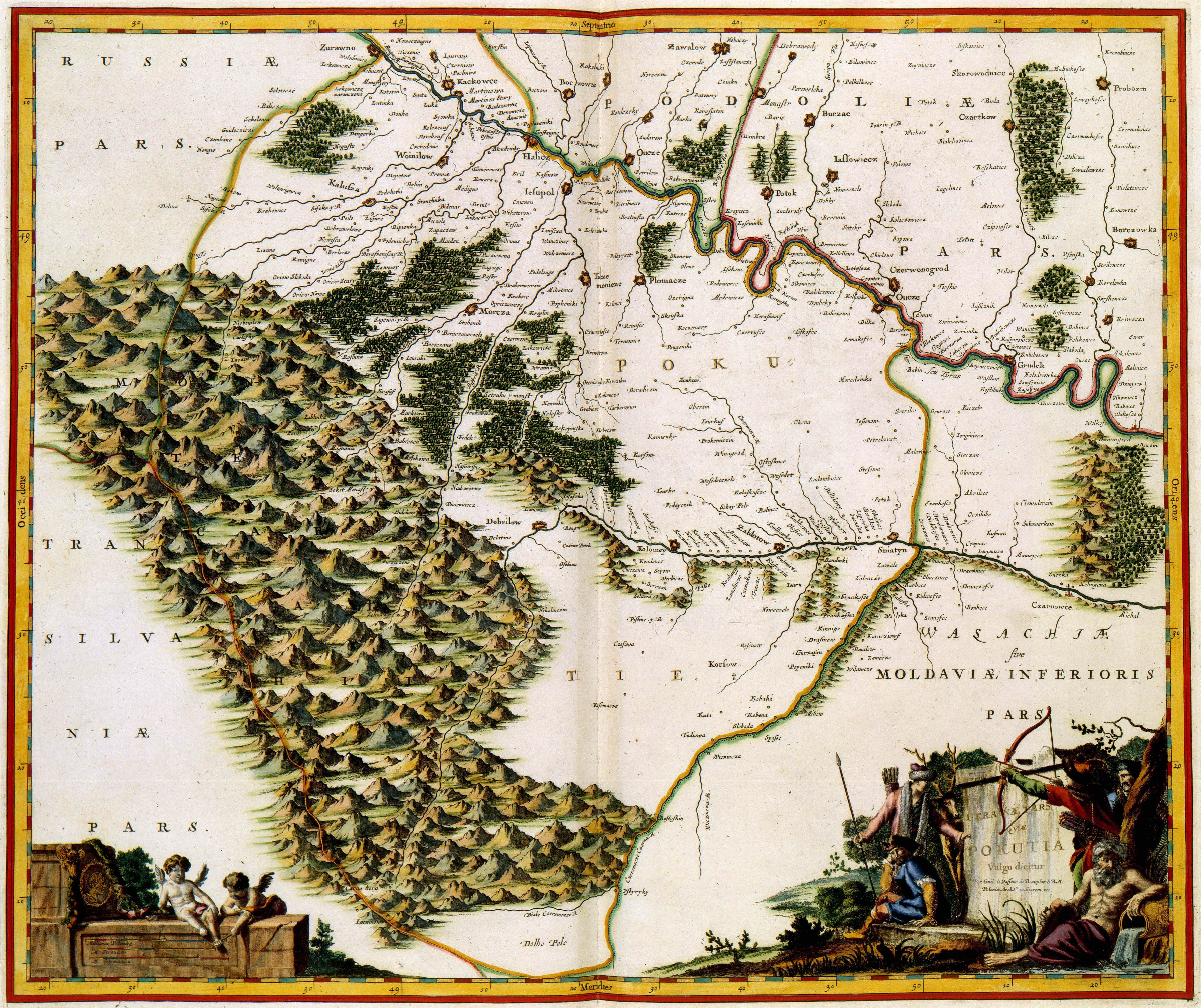
1639年のギヨーム・ル・ヴァスール・ド・ボープラン地図に描かれた「Czarnowce」（右下、ワラキアまたは小モルダヴィアに位置）

チェルニウツィー（Чернівці、[uk]；Cernăuți、[ro]；他の名称も参照）は、ウクライナ南西部、プルト川上流に位置する都市である。歴史的なブコヴィナ地域のかつての中心都市で、現在はチェルニウツィー都市フロマーダ、チェルニウツィー・ラヨン、およびチェルニウツィー州の行政中心地である。2022年の人口は264,298人（推定）、2001年の国勢調査では240,600人であった。
1408年に初めて記録されたチェルニウツィーは、かつてモルダヴィア公国の要塞都市であり、1488年にブコヴィナの中心となった。1538年から1774年までオスマン帝国の宗主権下にあった後、オーストリア大公国がブコヴィナを支配し、チェルニウツィー（当時はCzernowitz）はガリツィア・ロドメリア王国のブコヴィナ地区の中心となった。1918年、ルーマニア王国がブコヴィナを併合し、Cernăuțiと改名。1940-1941年および1944年以降はソビエト連邦に占領され、ウクライナ・ソビエト社会主義共和国の一部となり、1991年のウクライナの独立宣言後は独立ウクライナの一部である。
チェルニウツィーは西ウクライナの主要な文化・教育・建築の中心地とされ、歴史的に多文化的な都市として「リトル・ウィーン」や「プルト川のエルサレム」とも呼ばれた。主要な地域の鉄道・道路交通のハブであり、チェルニウツィー国際空港も有する。

## 名称
チェルニウツィーは、歴史的にさまざまな言語で異なる名称で呼ばれてきた：
- Чернівці（ウクライナ語）
- Cernăuți（ルーマニア語）
- Czernowitz（ドイツ語）
- Czerniowce（ポーランド語）
- Csernovic（ハンガリー語）
- טשערנאָוויץ Tshernovits（イディッシュ語）
- Черновцы́ Chernovtsy（ロシア語、1944年まではЧернови́цы Chernovitsy）[4]

ハールィチ・ヴォルィーニ公国時代（1199-1253年）には「Chern」と呼ばれたとされるが、検証が必要である。1846年にサンクトペテルブルクで出版された「西ロシアの文書」では「Chernov'tsi」（Черновьци）と記載されている。

## 歴史

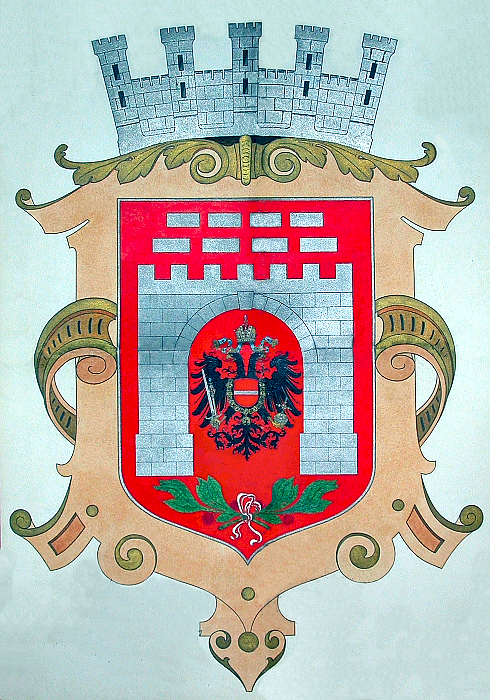
1918年までの市章

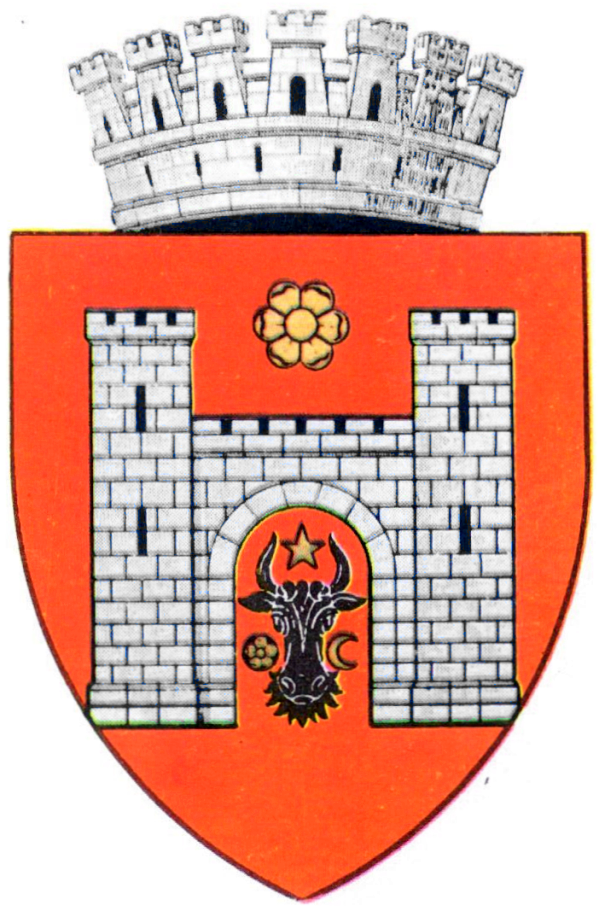
1918-1940年および1941-1944年の市章

### 古代
チェルニウツィー周辺の考古学的証拠は、新石器時代からの居住を示す。ククテニ・トリピリャ文化、青銅器時代、鉄器時代の遺物が発見されている。中世には、東スラヴ系部族の白クロアチア人やティヴェルツィが居住していた。

### ハールィチ・ヴォルィーニ公国時代
プルト川左岸（北東）に位置する要塞は、ハールィチ・ヴォルィーニ公国時代にヤロスラフ・オズモムィスル大公により建設されたとされる。この要塞は「Chern」（黒い都市）と呼ばれ、黒いオーク材とチェルノーゼムで作られた城壁に由来するとされる。1259年のモンゴル帝国のヨーロッパ侵攻で破壊されたが、17世紀まで防御施設として使用された。

### モルダヴィア公国時代
1359年から1775年まで、チェルニウツィーと周辺地域はモルダヴィア公国（現在のルーマニアの一部）に属し、チェルナウツィ県の行政中心地だった。1408年、アレクサンドル善良公の文書で「Cernăuți」として初出。

### オーストリア・ハンガリー帝国とルーマニア支配
1775年、ハプスブルク帝国がモルダヴィア北西部を併合し、ブコヴィナと命名。チェルニウツィーはガリツィア・ロドメリア王国のブコヴィナ地区（後にブコヴィナ公国）の首都となり、マクデブルク法を獲得。1778年、カール・フォン・エンゼンベルク騎士が軍事行政長官に任命され、商業や工芸の発展を促進。19世紀後半、ドイツ語がリングア・フランカとなり、カール・エミール・フランツォスらによるドイツ語文学が花開いた。
1918年、第一次世界大戦後、ブコヴィナはルーマニア王国に併合され、チェルナウツィと改名。1930年の人口は112,400人で、ウクライナ人（44.5%）、ルーマニア人（25.5%）、ユダヤ人（16.7%）、ドイツ人（6.4%）、ポーランド人（4.9%）が共存した。

### ソビエト時代と独立
1940年、赤軍がブコヴィナ北部を占領し、チェルニウツィー州はウクライナSSRに編入。1941年、イオン・アントネスク政権下のルーマニアがバルバロッサ作戦で奪還し、ブコヴィナ県の首都としたが、1944年に再びソビエトが奪回。ユダヤ人の約3分の2がトランスニストリアに強制移送され、多くが死亡。市長トライアン・ポポヴィチは20,000人のユダヤ人を救った。戦後、ユダヤ人の多くがイスラエルや米国に移住し、ポーランド人も追放され、ウクライナ人が多数派となった。
1991年のウクライナ独立後、チェルニウツィーは州都として発展。1999年、ルーマニアが総領事館を開設。2020年7月18日まで州直轄市だったが、行政改革によりチェルニウツィー・ラヨンに統合された。

### ロシアのウクライナ侵攻
2022年のロシア侵攻以降、チェルニウツィーは東部・中部からの難民の避難地となり、ルーマニアへの通過点となっている。

## 象徴

### 市章
チェルニウツィーの市章は、赤い紋章に石造りの門と三叉の装飾が描かれ、門の下にはリボンで結ばれた月桂樹の枝がある。上部には石の王冠が配される。

### 市旗
市旗は、赤い歯形装飾で縁取られた白地に、中央に市章と「チェルニウツィー」の文字、1408年の初出年号が記される。両側と四隅には花の装飾とブナの枝が描かれる。裏面は黄色地にウクライナの国旗と同様の装飾が施される。

### 市長の名誉鎖
市長の名誉鎖は、1908年に創設され、2008年に復元された。金色のメダリオンには「チェルニウツィー市民から自由に選ばれた指導者へ」と刻まれ、裏面には「自由な国家の基盤は自由な市民」と記される。鎖はウクライナ、チェルニウツィー州、チェルニウツィー市の紋章で構成される。

### 「チェルニウツィーの栄光へ」メダル
2008年の市制600周年を記念して創設されたメダルは、都市の繁栄や国内外での宣伝に貢献した個人を表彰。銀メッキの円形（直径28mm）で、白と赤の市旗色リボンとブナの枝が付く。表面には市章と「チェルニウツィーの栄光へ」、裏面には600周年ロゴが刻まれる。

### モットーとロゴ
市の公式モットーは「共同の努力で！」（ウクライナ語：Спільними зусиллями！）、フランツ・ヨーゼフ1世のモットー「Viribus Unitis」に由来する。2008年の市制600周年ロゴは、青と黄の鍛冶屋の芸術を模し、都市の古代性と建築遺産を表現。2010年代初頭には新ロゴが採用され、トランペット奏者、市庁舎、ブコヴィナ・ダルマチア府主教の宮殿を描き、「チェルニウツィーは多様性で独特」とのスローガンが付された。

## 地理
チェルニウツィーは、ブコヴィナ北部（ウクライナ側）に位置し、東カルパティア山脈と東ヨーロッパ平原の境界、ルーマニア国境から40kmの地点にある。標高248mで、プルト川が市を二分し、森林と農地に囲まれる。市域はチェルニウツィー高地にあり、プルト川沿いの150mから西部のツェツィノ山（537m）まで高低差がある。

### 気候
チェルニウツィーは大陸性気候で、穏やかな冬と暖かい夏が特徴。年平均気温は+8.6°C（1月：-2.9°C、7月：+19.8°C）。冬は11月28日から3月9日、夏は5月20日から9月10日まで。年降水量は621mmで、6-7月に多く、10月と1-2月に少ない。夏には豪雨がまれに発生する。雪は毎年積もるが、積雪量は少ない。平均風速は7月の3.3m/sから1月の4.0m/s、年平均湿度76%。
| チェルニウツィー (1991–2020, 極値 1941–現在)の気候 | チェルニウツィー (1991–2020, 極値 1941–現在)の気候 | チェルニウツィー (1991–2020, 極値 1941–現在)の気候 | チェルニウツィー (1991–2020, 極値 1941–現在)の気候 | チェルニウツィー (1991–2020, 極値 1941–現在)の気候 | チェルニウツィー (1991–2020, 極値 1941–現在)の気候 | チェルニウツィー (1991–2020, 極値 1941–現在)の気候 | チェルニウツィー (1991–2020, 極値 1941–現在)の気候 | チェルニウツィー (1991–2020, 極値 1941–現在)の気候 | チェルニウツィー (1991–2020, 極値 1941–現在)の気候 | チェルニウツィー (1991–2020, 極値 1941–現在)の気候 | チェルニウツィー (1991–2020, 極値 1941–現在)の気候 | チェルニウツィー (1991–2020, 極値 1941–現在)の気候 | チェルニウツィー (1991–2020, 極値 1941–現在)の気候 |
| 月                                                 | 1月                                                | 2月                                                | 3月                                                | 4月                                                | 5月                                                | 6月                                                | 7月                                                | 8月                                                | 9月                                                | 10月                                               | 11月                                               | 12月                                               | 年                                                 |
| -------------------------------------------------- | -------------------------------------------------- | -------------------------------------------------- | -------------------------------------------------- | -------------------------------------------------- | -------------------------------------------------- | -------------------------------------------------- | -------------------------------------------------- | -------------------------------------------------- | -------------------------------------------------- | -------------------------------------------------- | -------------------------------------------------- | -------------------------------------------------- | -------------------------------------------------- |
| 最高気温記録 °C （°F）                             | 17.8 (64)                                          | 21.3 (70.3)                                        | 27.8 (82)                                          | 30.9 (87.6)                                        | 33.5 (92.3)                                        | 35.6 (96.1)                                        | 37.9 (100.2)                                       | 37.7 (99.9)                                        | 36.7 (98.1)                                        | 31.0 (87.8)                                        | 24.9 (76.8)                                        | 17.9 (64.2)                                        | 37.9 (100.2)                                       |
| 平均最高気温 °C （°F）                             | 0.3 (32.5)                                         | 2.4 (36.3)                                         | 8.1 (46.6)                                         | 15.4 (59.7)                                        | 20.8 (69.4)                                        | 24.1 (75.4)                                        | 26.0 (78.8)                                        | 25.7 (78.3)                                        | 20.3 (68.5)                                        | 14.0 (57.2)                                        | 6.9 (44.4)                                         | 1.4 (34.5)                                         | 13.8 (56.8)                                        |
| 日平均気温 °C （°F）                               | −2.7 (27.1)                                        | −1.2 (29.8)                                        | 3.4 (38.1)                                         | 9.9 (49.8)                                         | 15.1 (59.2)                                        | 18.8 (65.8)                                        | 20.5 (68.9)                                        | 19.9 (67.8)                                        | 14.8 (58.6)                                        | 9.1 (48.4)                                         | 3.4 (38.1)                                         | −1.5 (29.3)                                        | 9.1 (48.4)                                         |
| 平均最低気温 °C （°F）                             | −5.4 (22.3)                                        | −4.2 (24.4)                                        | −0.4 (31.3)                                        | 4.9 (40.8)                                         | 9.9 (49.8)                                         | 13.9 (57)                                          | 15.6 (60.1)                                        | 14.9 (58.8)                                        | 10.2 (50.4)                                        | 5.2 (41.4)                                         | 0.7 (33.3)                                         | −4.0 (24.8)                                        | 5.1 (41.2)                                         |
| 最低気温記録 °C （°F）                             | −30.7 (−23.3)                                      | −29.0 (−20.2)                                      | −21.7 (−7.1)                                       | −13.6 (7.5)                                        | −2.0 (28.4)                                        | 3.0 (37.4)                                         | 7.4 (45.3)                                         | 3.4 (38.1)                                         | −4.4 (24.1)                                        | −9.7 (14.5)                                        | −17.5 (0.5)                                        | −28.0 (−18.4)                                      | −30.7 (−23.3)                                      |
| 降水量 mm （inch）                                 | 26 (1.02)                                          | 30 (1.18)                                          | 37 (1.46)                                          | 44 (1.73)                                          | 75 (2.95)                                          | 93 (3.66)                                          | 93 (3.66)                                          | 66 (2.6)                                           | 56 (2.2)                                           | 44 (1.73)                                          | 32 (1.26)                                          | 33 (1.3)                                           | 629 (24.75)                                        |
| 平均降雨日数                                       | 7                                                  | 7                                                  | 12                                                 | 17                                                 | 17                                                 | 18                                                 | 15                                                 | 13                                                 | 13                                                 | 13                                                 | 12                                                 | 9                                                  | 153                                                |
| 平均降雪日数                                       | 15                                                 | 15                                                 | 10                                                 | 3                                                  | 0.03                                               | 0                                                  | 0                                                  | 0                                                  | 0                                                  | 1                                                  | 7                                                  | 13                                                 | 64                                                 |
| % 湿度                                             | 84.1                                               | 80.9                                               | 73.9                                               | 67.1                                               | 68.7                                               | 70.9                                               | 70.5                                               | 70.8                                               | 74.4                                               | 79.4                                               | 85.3                                               | 86.0                                               | 76.0                                               |
| 平均月間日照時間                                   | 61                                                 | 81                                                 | 137                                                | 194                                                | 245                                                | 258                                                | 277                                                | 260                                                | 190                                                | 130                                                | 64                                                 | 50                                                 | 1,947                                              |
| 出典1：Pogoda.ru.net                               |                                                    |                                                    |                                                    |                                                    |                                                    |                                                    |                                                    |                                                    |                                                    |                                                    |                                                    |                                                    |                                                    |
| 出典2：NOAA (湿度と日照 1991–2020)                 |                                                    |                                                    |                                                    |                                                    |                                                    |                                                    |                                                    |                                                    |                                                    |                                                    |                                                    |                                                    |                                                    |

### 地形
チェルニウツィーの総面積は153km²で、住宅・公共施設（64%）、農地（17%）、工業用地（9%）、レクリエーション・環境保護用地（5%）、公共用地（3%）、商業用地（2%）に区分される。プルト川と6つの小川、9つの湖があり、公園、広場、庭園、花壇が豊富。ユーリイ・フェドコーヴィチ国立大学の植物園には、巨大なセコイアデンドロンなどの貴重な植物が生育する。

### 環境状況
20世紀末、工業企業が主な汚染源だったが、1990年代に生産能力が低下し、排出量が減少。現在、58企業（州全体の38.4%）が主な汚染源で、年間約1,200トンの汚染物質（州全体の34.9%）を排出。主に非メタン揮発性有機化合物、二酸化炭素、固形浮遊粒子が含まれる。2008年、環境監視システム（EMS）が導入され、環境影響を監視。交通も汚染要因で、2004年と2010年のバイパス道路建設により改善されたが、完全解決にはさらなるインフラ整備が必要。

## 行政
チェルニウツィーはチェルニウツィー州の行政中心地であり、チェルニウツィー・ラヨンに属する。2016年1月1日まで、以下の3つの行政区に分かれていた：
| 番号 | 名称                     | ウクライナ語         | 人口    |
| ---- | ------------------------ | -------------------- | ------- |
| 1    | ペルショトラヴネヴィー区 | Першотравневий район | 69,370  |
| 2    | サドヒルスキー区         | Садгірський район    | 28,227  |
| 3    | シェフチェンキウスキー区 | Шевченківський район | 139,094 |

現市長は2020年ウクライナ地方選挙で選出されたロマン・クリチュク。

## 宗教
チェルニウツィーの宗教 (2024)
チェルニウツィーは多様な宗教が共存する。主な宗教施設は以下の通り：
- 聖霊大聖堂（ウクライナ正教会）：1844年起工、1864年奉献。イタリア・ルネサンス様式で、聖イサアク大聖堂をモデルに設計[26]。
- 聖母被昇天大聖堂（ウクライナ・ギリシャ・カトリック教会）：1821年完成。2017年にチェルニウツィー教区が設立[27]。
- 聖ペトロ・パウロ教会（アルメニア・カトリック教会）：1875年奉献。現在はチェルニウツィー・フィルハーモニーのオルガンホール[28]。
- 聖十字架バシリカ（ローマ・カトリック教会）：1778年完成。古典主義建築の特徴を持つ[29]。

## 人口
2001年の2001年ウクライナ国勢調査によると、人口は236,691人で、民族構成はウクライナ人（79.86%）、ロシア人（11.29%）、ルーマニア人（4.36%）、モルドバ人（1.62%）、ポーランド人（0.59%）、ユダヤ人（0.55%）、その他（0.41%）。言語では、ウクライナ語（79.20%）、ロシア語（15.27%）、ルーマニア語（3.26%）、モルドバ語（1.08%）、その他（1.19%）。
2023年の国際共和党研究所調査では、家庭での言語使用はウクライナ語82%、ロシア語15%、ルーマニア語2%で、ウクライナ語話者が増加し、ルーマニア語話者が減少。

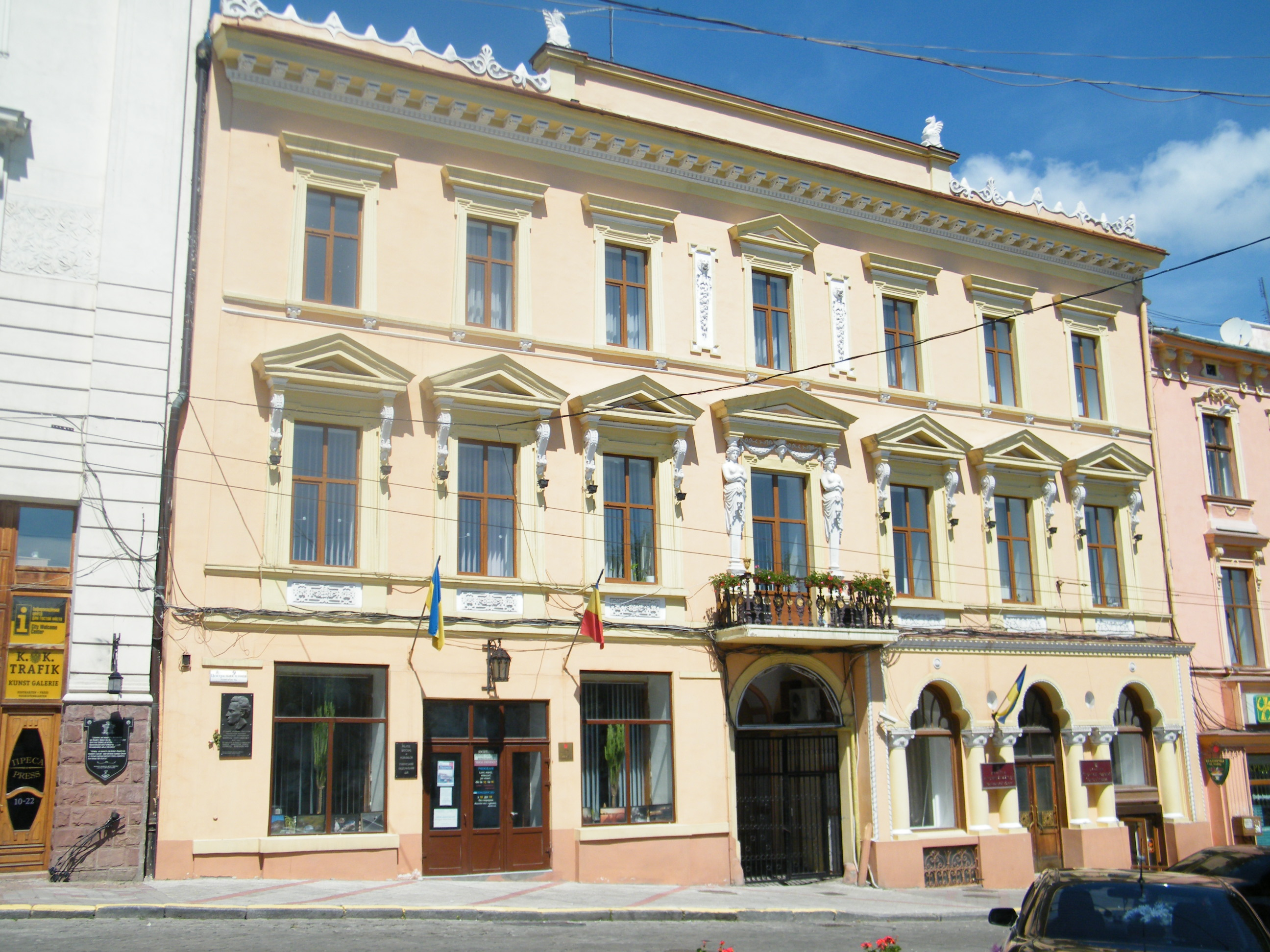
チェルニウツィーのルーマニア人国立宮殿

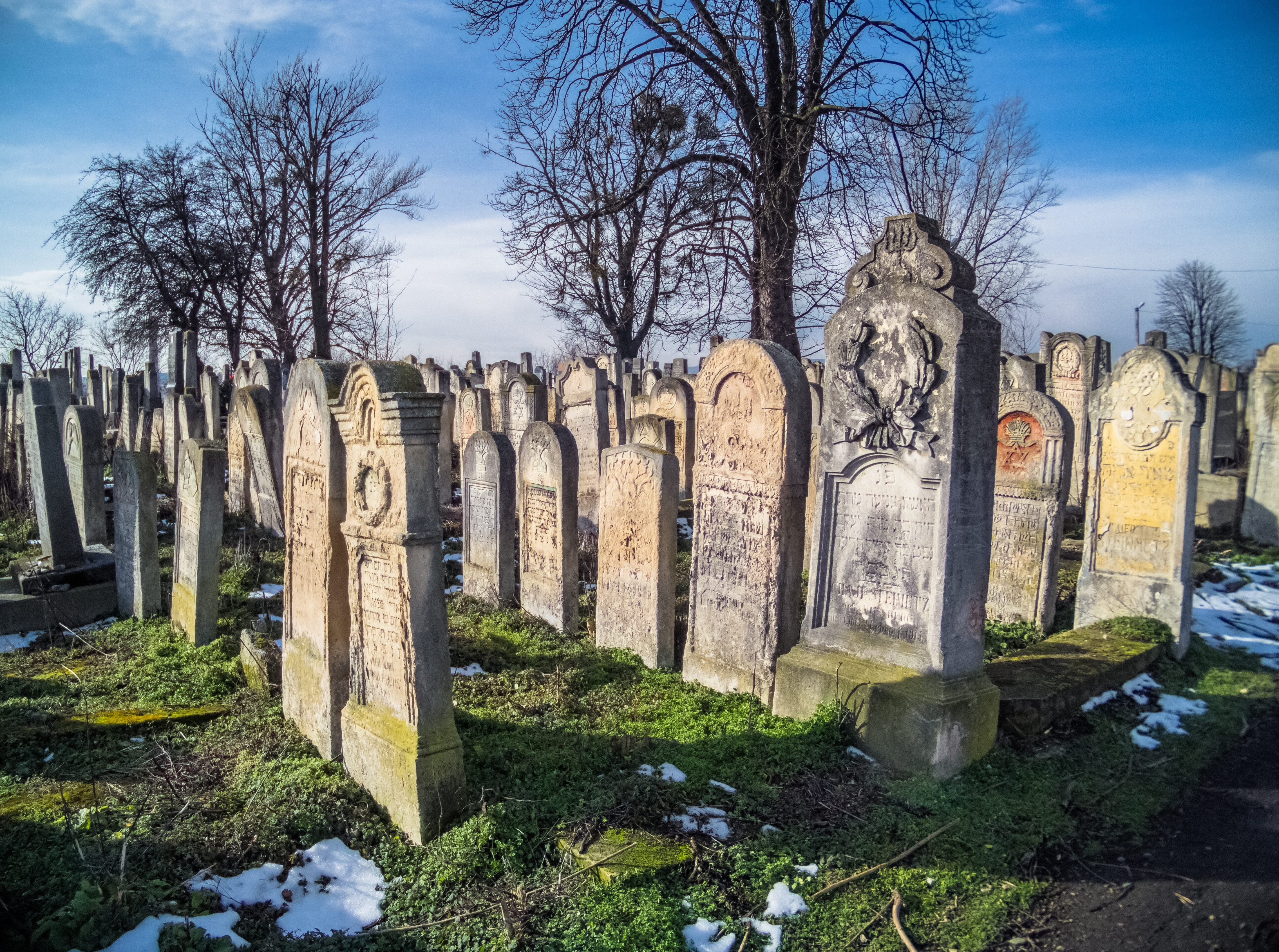
チェルニウツィーのユダヤ人墓地

ルーマニア人人口は1950年以降、シベリアへの強制移送やルーマニアへの移住により急減し、文化的同化が進む。ユダヤ人コミュニティは戦前50,000人以上だったが、ホロコーストで3分の2が死亡。市長トライアン・ポポヴィチらの努力で19,689人が救われた。

## 経済
チェルニウツィーには25,400の経済主体があり、2006年時点で6,739の法人と約19,000の個人事業主が登録。小規模企業の売上高は5億7800万フリヴニャで、市税収の35%を占める。主な産業は卸売・小売（64%）、工業（23%）、建設（6%）、不動産（2.3%）、運輸・通信（2%）。

### 工業
工業は食品、軽工業、機械工学、木材加工が中心。食品企業は砂糖、パン、酒類、油、肉、乳製品、果物、野菜を生産。軽工業は衣料、ニット、靴、織物を製造。機械工学は石油・ガス処理装置や農機具を生産。木材産業は製材、家具、建具を製造。従業員は約20,000人で、市税収の21%を占める。

### 貿易とサービス
2005年時点で、1,922の商業施設、609のレストラン、892のサービス業が存在。22の市場があり、カリンカ市場は日平均50,000人が訪れ、9,100の起業家が活動。年間サービス売上は2,300万フリヴニャで、市予算の10%を占める。

## 医療
チェルニウツィーには39の医療機関（病院、診療所、ポリクリニック）があり、4,470人の医療従事者（医師1,102人、看護師等1,902人、補助スタッフ1,473人）が勤務。サービスには救急医療、ポリクリニック、専門医療（3病院、2産院、結核病院、子ども病院）、疾病予防・防疫が含まれる。

## 文化

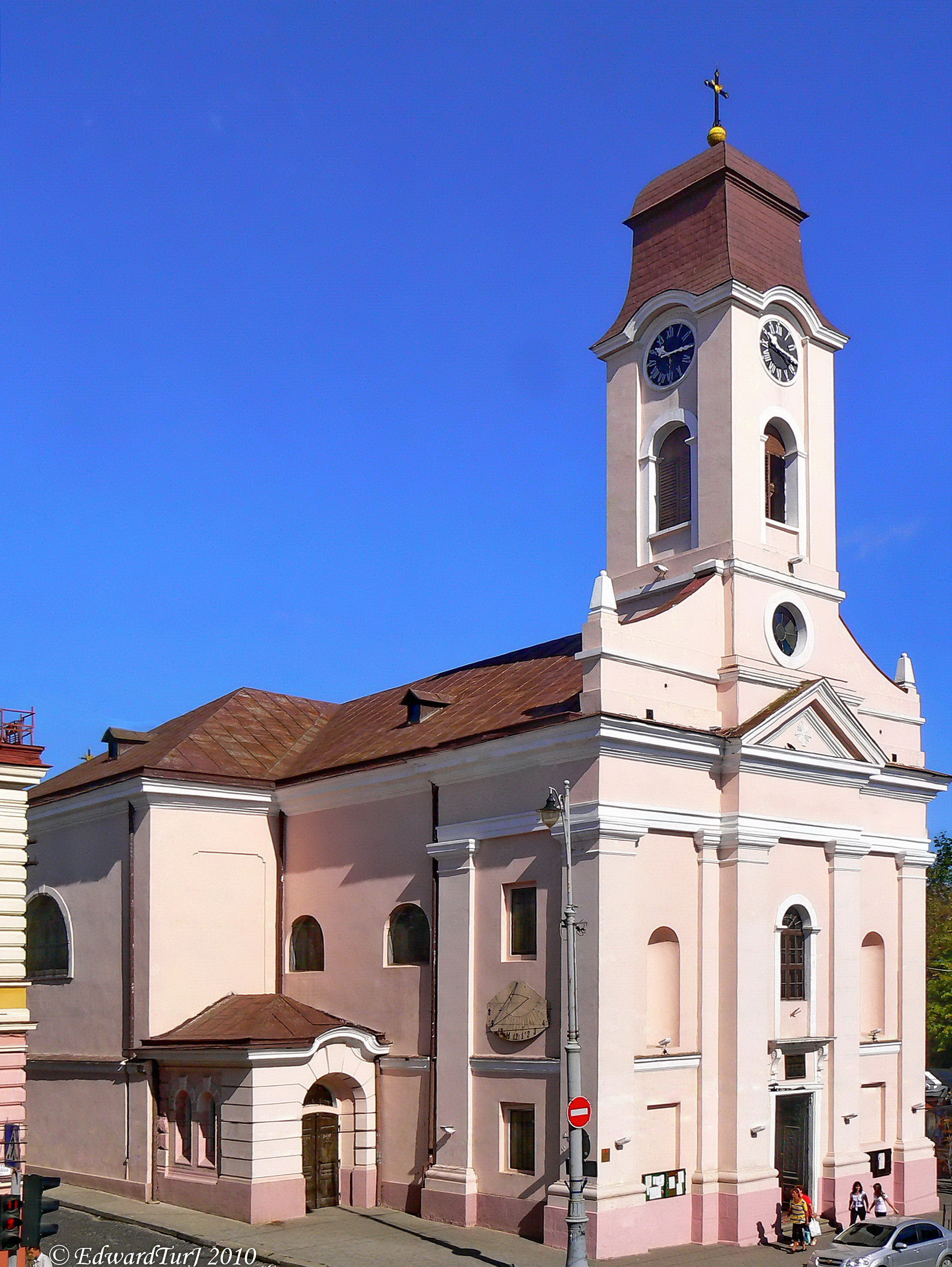
聖十字架バシリカ

チェルニウツィーはブコヴィナの中心として、多文化的な都市として発展。2つの劇場、フィルハーモニー、オルガンホール、傀儡劇場、10以上の博物館、6つの映画館、31の図書館、文化宮殿、4つの音楽学校、美術学校がある。100以上の宗教団体と、アダム・ミツキェヴィチ・ポーランド文化協会、ミハイ・エミネスク・ルーマニア文化協会、オーストリア・ドイツ文化協会などの文化団体が活動。

### イベント
- マランカ・フェスト：1月14日の聖メラニアと聖バシリの日に行われるウクライナ最大のカーニバル。ブコヴィナ各地のグループが芸術的創意を競う[38]。
- メリディアン・チェルノヴィッツ国際詩祭：ウクライナと海外の詩人による対話を促進し、チェルニウツィーを欧州の文化地図に位置づける。13カ国以上から参加[39]。
- ブコヴィナの集い：市の日に行われるフォークロアフェスティバルで、ポーランド、ハンガリー、ルーマニア、ドイツの芸術グループが参加[37]。

### メディア
ウクライナのルーマニア人向け出版物として、『Zorile Bucovinei』、『Concordia』、『Libertatea Cuvântului』、『Curierul de Cernăuți』、『Arcașul』、『Septentrion literar』が発行。ルーマニア語の民間テレビ局「Cernăuți TV」も拠点を置く。

## 博物館

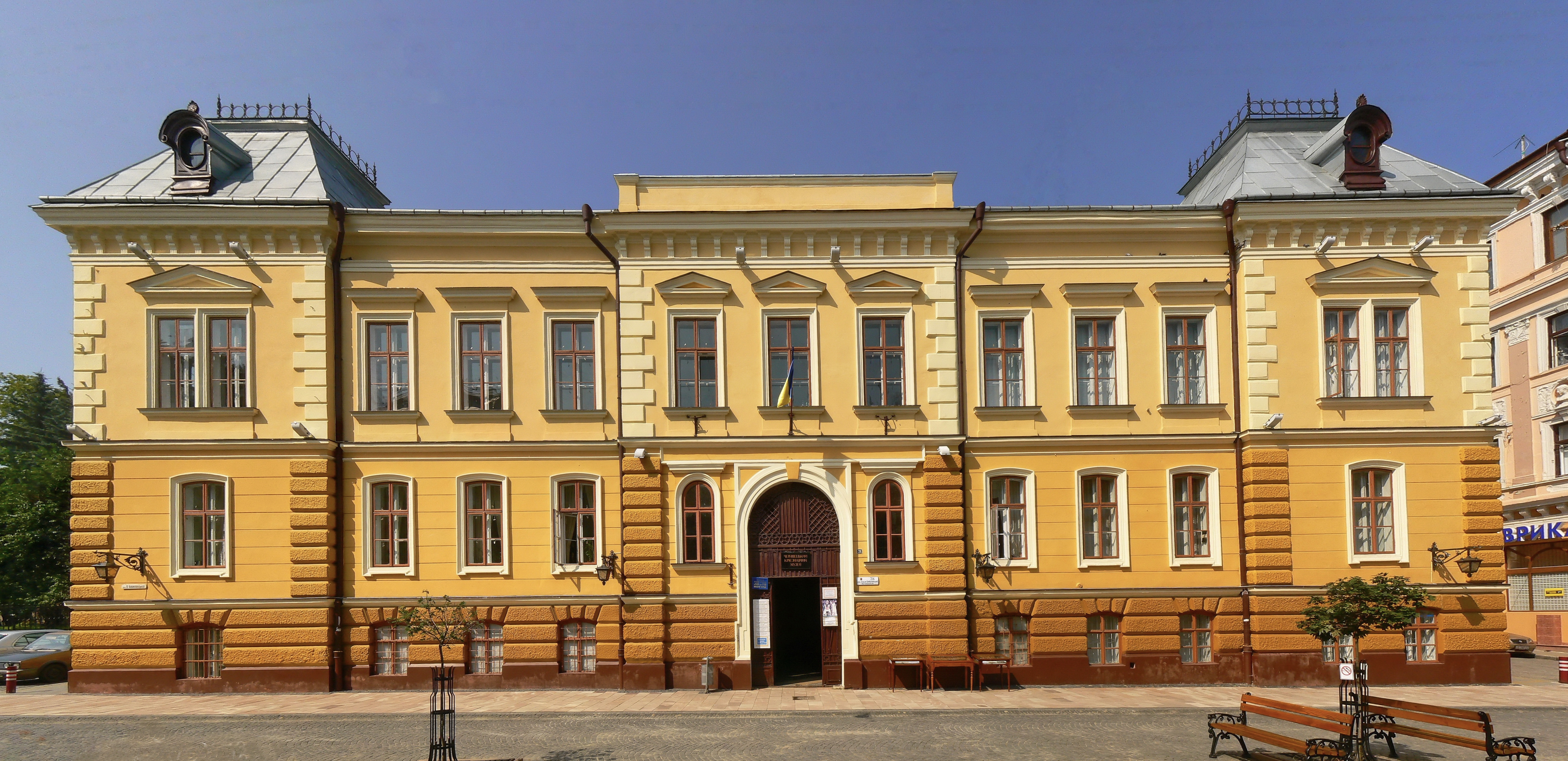
チェルニウツィー地方史博物館

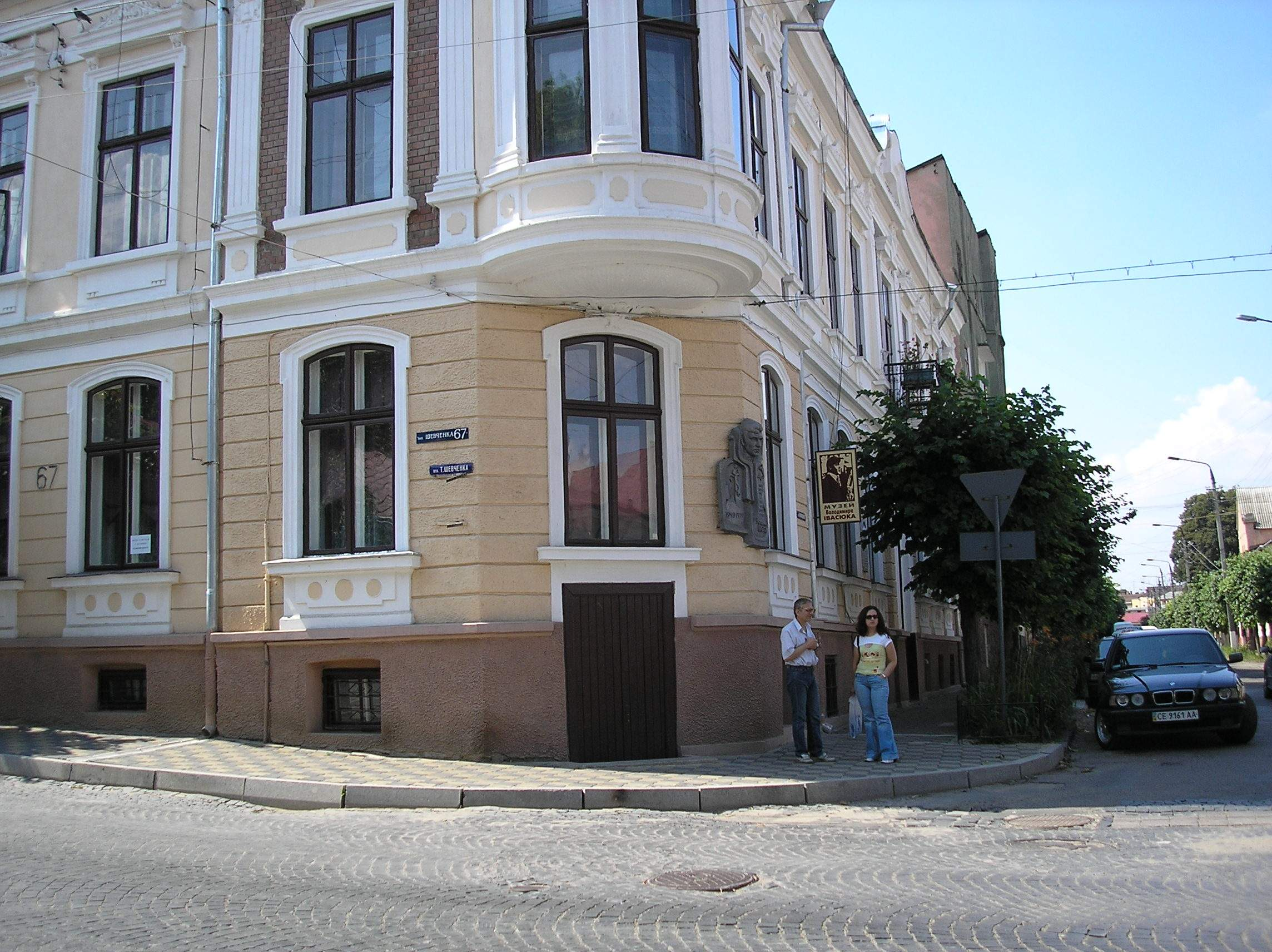
ヴォロディミル・イヴァシュク記念博物館

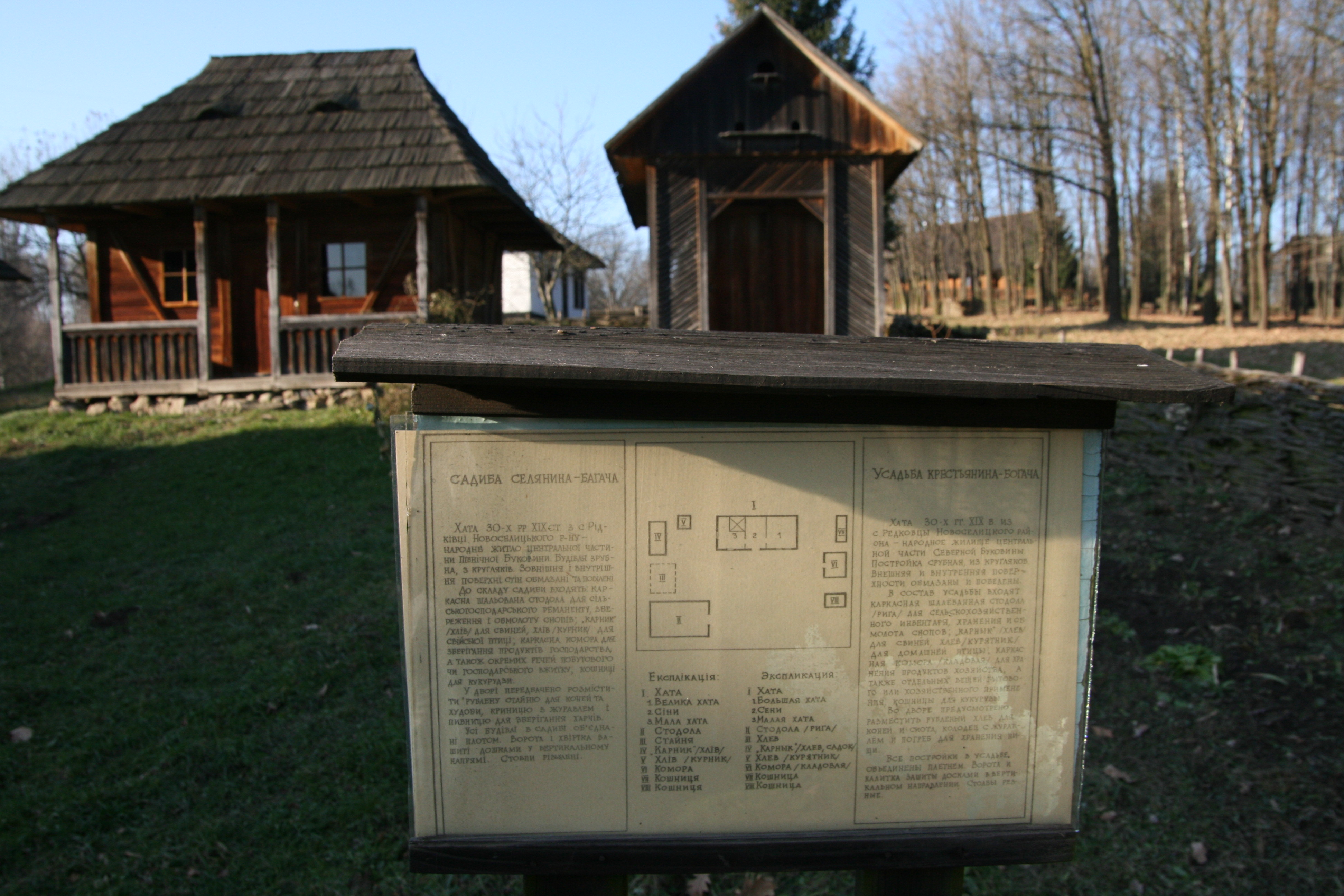
ブコヴィナ移民博物館

- チェルニウツィー地方史博物館：ブコヴィナ北部の自然、歴史、文化に関する最大のコレクション。イヴァン・フョードロフの『オストロフ聖書』（1581年）、3,000点の貨幣、武器、12,000点の考古遺物、10,000点の自然標本を収蔵。
- チェルニウツィー地域美術館：アールヌーボー建築に位置。19-20世紀のブコヴィナの民俗・宗教画、絨毯、ガラス製イコン、フツルのピサンカ、1632年の『使徒行伝』を展示[41]。
- ブコヴィナ・ユダヤ人の歴史と文化博物館：18-20世紀中盤のユダヤ人コミュニティの宗教・世俗生活に関する展示。書籍、文書、写真、衣装、装飾品を収蔵。
- チェルニウツィー民俗建築・生活博物館：18世紀後半から20世紀前半の民俗建築の野外博物館。地域各地から移築された35の建造物。
- オルハ・コビリャンスカ文学記念博物館
- ユーリイ・フェドコーヴィチ文学記念博物館
- ヴォロディミル・イヴァシュク記念博物館
- ブコヴィナ移民博物館
- チェルニウツィー航空宇宙博物館

## 建築

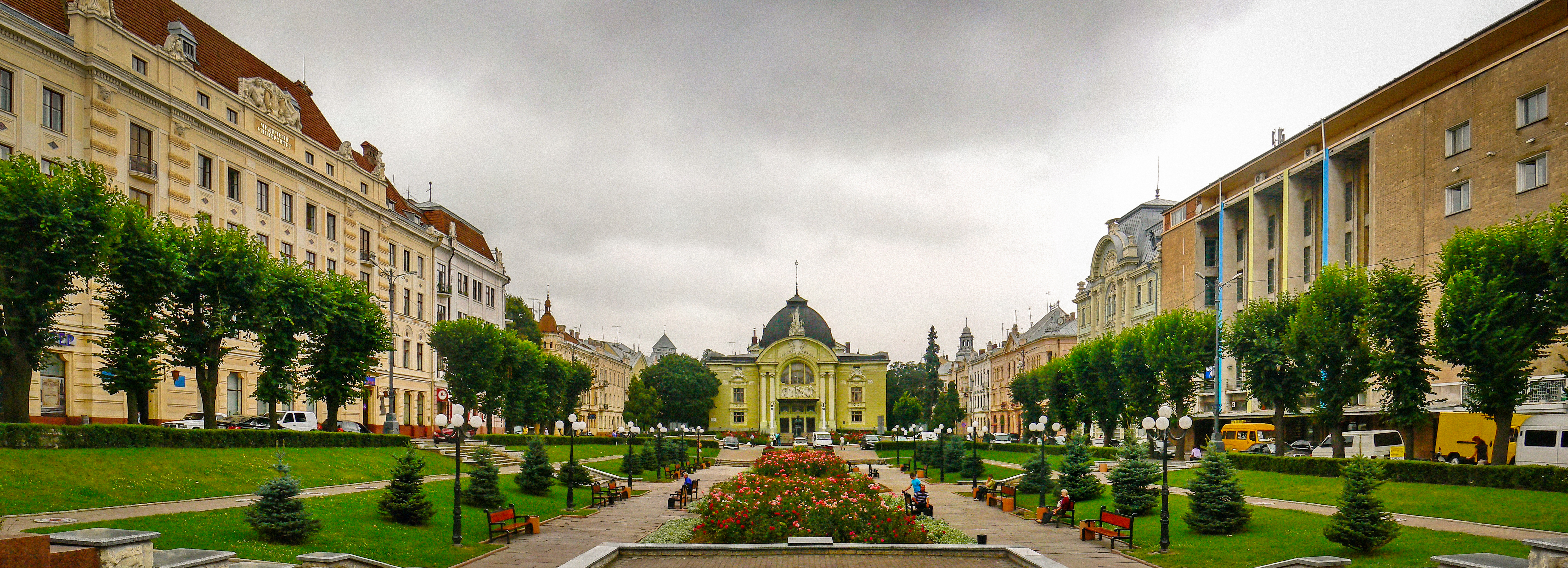
劇場広場

チェルニウツィーには多くの歴史的建造物が残るが、修復が必要なものも多い。オーストリア・ハンガリー帝国の影響で、ウィーン分離派、新古典主義、バロック建築、ゴシック建築、モルダヴィアやハンガリーの伝統建築、ビザンティン建築、キュビズムが見られる。戦間期のルーマニア時代には、新ルーマニア様式やアール・デコも加わった。都市の建築はウィーンを彷彿とさせ、「リトル・ウィーン」と呼ばれる。
主な建築：
- オルハ・コビリャンスカ・チェルニウツィー劇場（1905年）：ウィーン分離派の傑作。
- チェルニウツィー市庁舎（1847年）：新古典主義建築。
- ブコヴィナ・ダルマチア府主教の宮殿（チェルニウツィー国立大学、1882年）：ユネスコ世界遺産。ヨーゼフ・フラーヴカ設計のロマネスク・ビザンティン様式で、ウクライナの伝統的刺繍を模した屋根タイルが特徴[42]。
- 地域美術博物館（1900年）：旧貯蓄銀行のアールヌーボー建築。
- 地域評議会ビル（1906年）：旧司法宮殿。
- チェルニウツィー文化宮殿（1908年）：旧ユダヤ人民の家。
- チェルノヴィッツ・シナゴーグ（戦災で破壊、壁を利用して「チェルニウツィー」映画館に改築）[43]。

### ポーランド人民の家

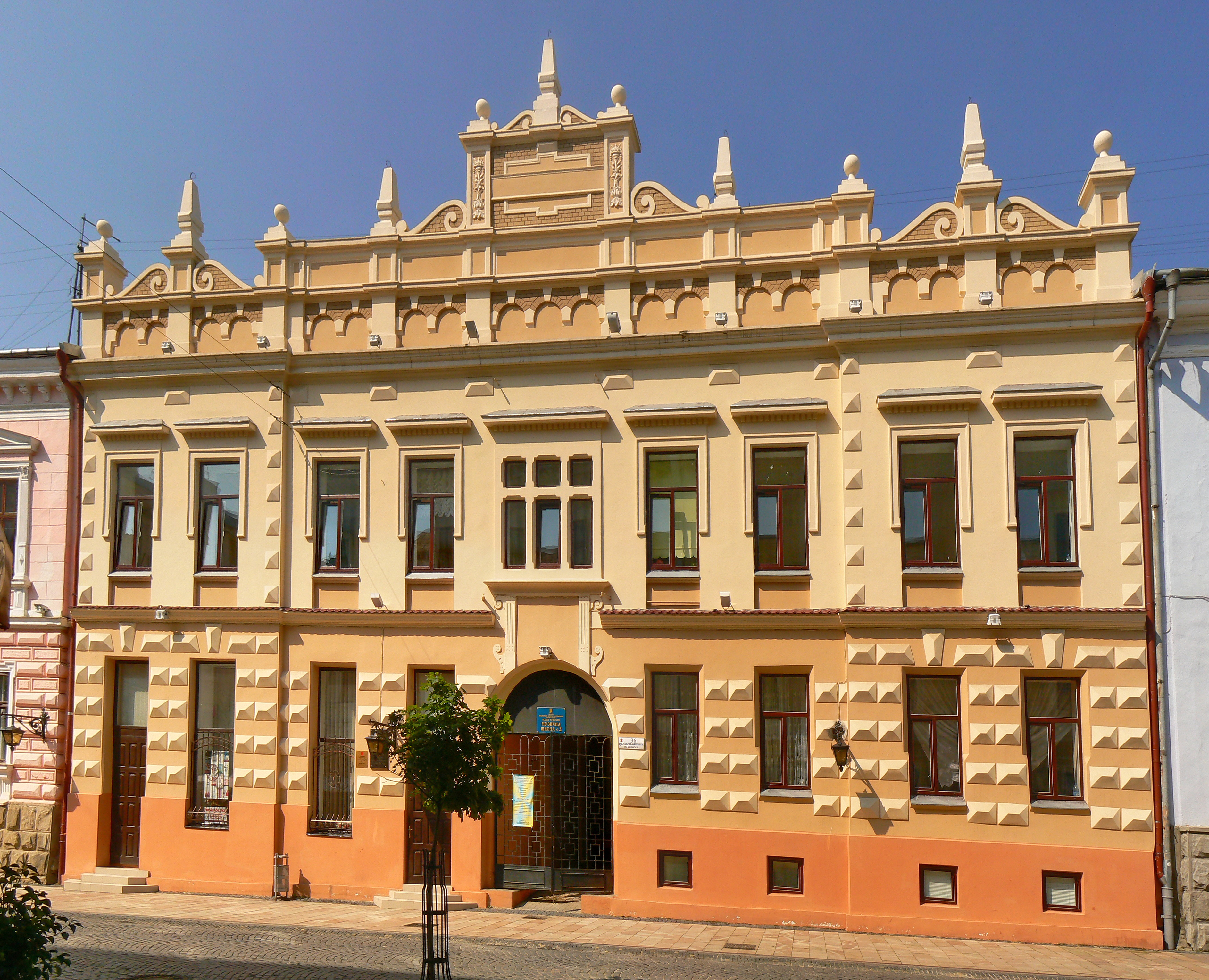
チェルニウツィーのポーランド人民の家

18世紀後半、ハプスブルク帝国がポーランド人の移住を奨励。19世紀中盤には「兄弟の助け」や「ポーランド読書室」などの団体が設立。1904-1905年、フランツィシェク・スコヴロン設計、コンラッド・ゴレツキ装飾で建設。現在はアダム・ミツキェヴィチ・ポーランド文化協会が使用。

### ドイツ人民の家

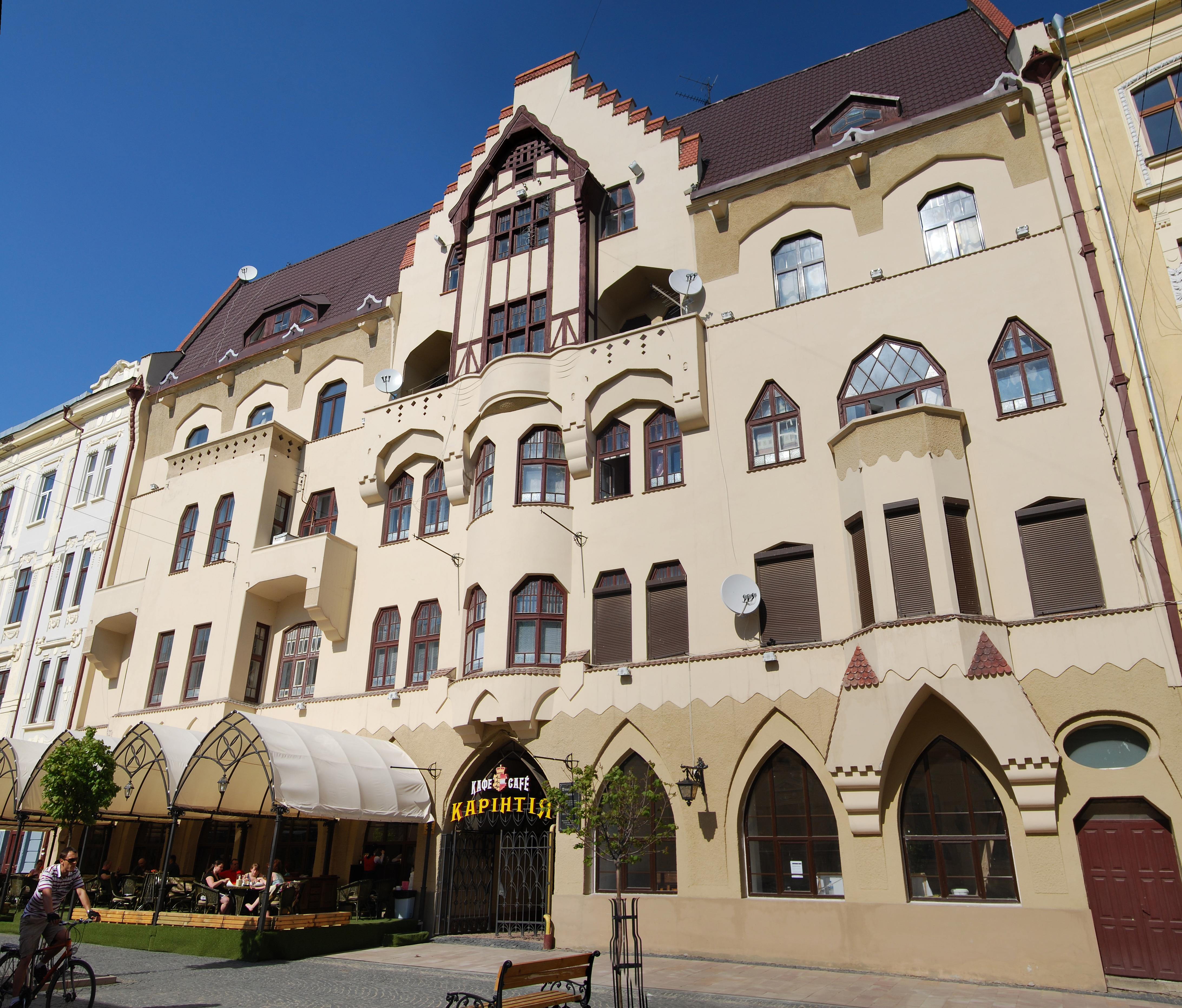
チェルニウツィーのドイツ人民の家

1908-1910年、グスタフ・フリッツ設計で建設。1,700m²、25,000m³の建物で、銀行や印刷所を備え、ドイツ語新聞『ドイツ日記』を刊行。ドイツ人コミュニティの文化・社交の中心だった。

### ユダヤ人民の家

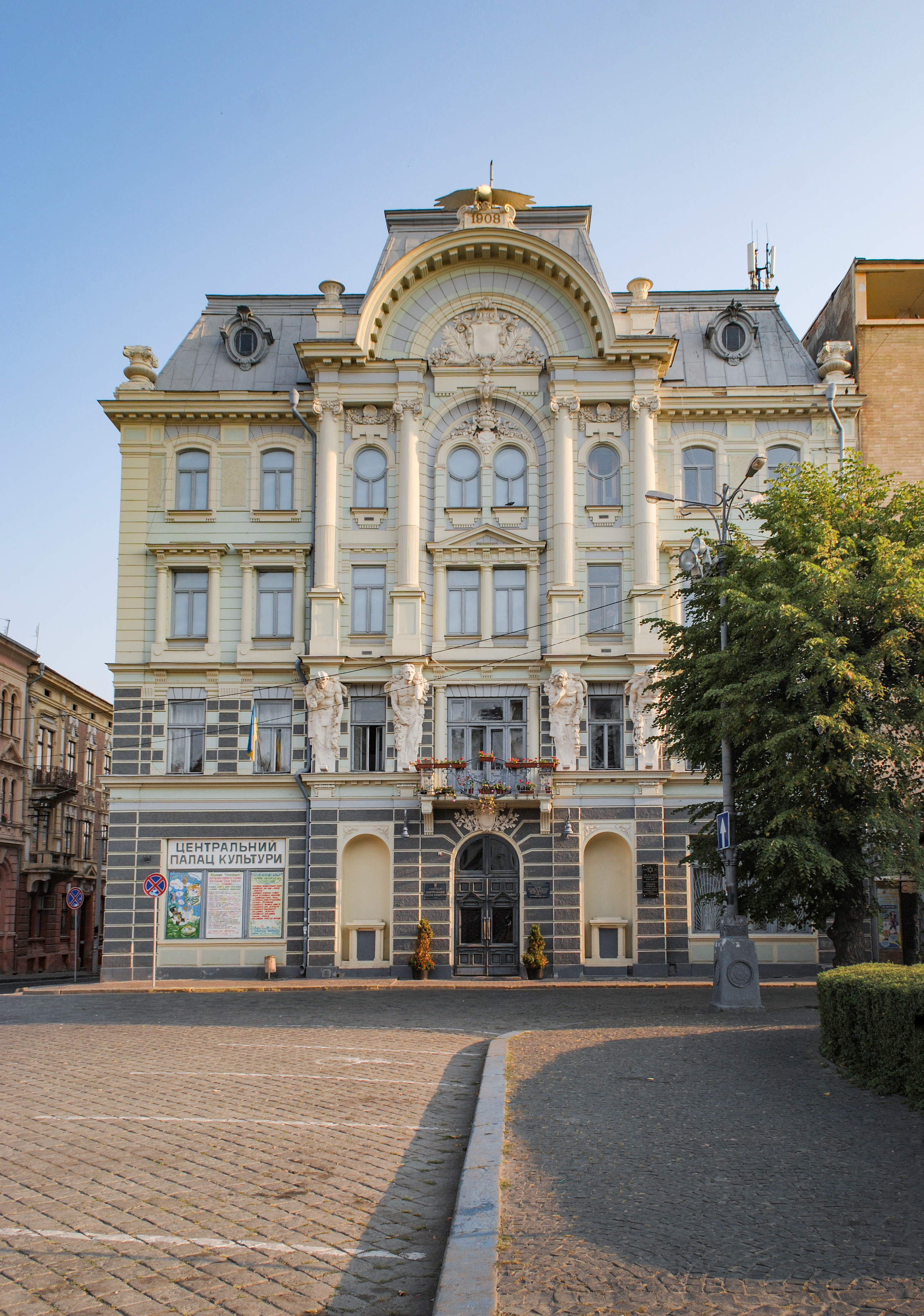
チェルニウツィーのユダヤ人民の家

1908年、ユダヤ人コミュニティにより建設。1941年までユダヤ人の文化中心地だったが、1944年にソビエト当局が市文化宮殿に転用。現在はチェルニウツィー中央文化宮殿。

## 教育
チェルニウツィーは西ウクライナの科学・教育の中心地。主な高等教育機関は以下の通り：
- ユーリイ・フェドコーヴィチ・チェルニウツィー国立大学（19,227人）：1875年、フランツ・ヨーゼフ1世の勅令で設立。哲学、神学、法学の3学部から始まり、現在は16学部と教育大学を擁する[47]。
- ブコヴィナ州立医科大学（4,321人）：42学科で75人の博士と321人の科学候補者が教育。4,474人の学生（35カ国から675人）が学ぶ[48]。
- キエフ国立貿易経済大学のチェルニウツィー貿易経済学部（2,315人）：貿易、観光、金融、法律などを教育。
- ブコヴィナ大学（1,273人）：地域初の私立大学。
- ブコヴィナ州金融経済学院（1,268人）。

中等教育は、ウクライナ語の高校46校（学生の97.3%）、ルーマニア語の高校4校（2.7%）、私立学校2校（ホープ、ハーモニー）、3つのリツェイ、7つのギムナジウムで提供される。

## スポーツ
人気のスポーツはアーチェリー、柔道、フィールドホッケー、空手、パワーリフティング、オリエンテーリング。FCブコヴィナ・チェルニウツィー（サッカー）、野球、アイスホッケーチームが全国選手権に参加。市内には5つのスタジアム、186の運動場、11のサッカー場、5つのスケートリンク、21の射撃場、3つのプール、69のジムがある。7,950人がスポーツクラブに所属し、50,000人以上がスポーツ活動に参加。

## 交通

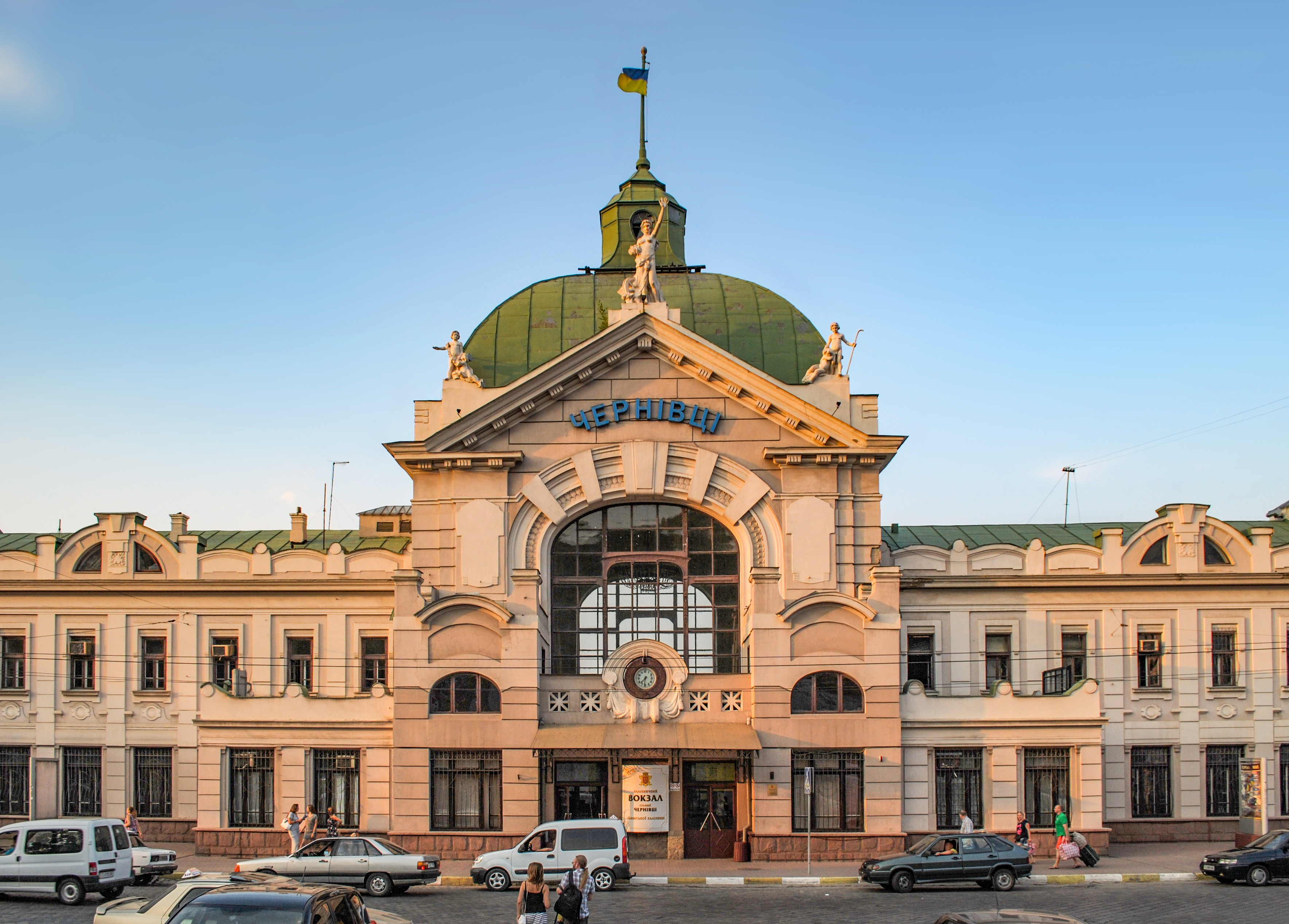
チェルニウツィー中央駅

主な公共交通はバスとトロリーバスで、運賃は約0.20ドル。2018年、ハイブリッド・トロリーバスを試験導入し、2023年に電子運賃カードを導入。

### 鉄道
3つの駅がある：
- チェルニウツィー駅（市中心から1.5km北、ヴォクザルナ通り38）
- チェルニウツィー・ピウニーチナ駅（北西3km、ザヴォーツカ通り13）
- チェルニウツィー・ピウデンナ駅（南5km、マロヴォクザルナ通り21）

### 航空
チェルニウツィー国際空港（市中心から6km南、カデニュカ通り30）がサービスを提供。

### 道路
M19号線（欧州自動車道路E85号線の一部）がブカレスト（南）とテルノーピリ・ルーツィク（北）を結ぶ。H03とH10はキエフなど他の都市と接続。

## 姉妹都市
1989年7月20日、ソルトレイクシティ（米国）と初の姉妹都市協定を締結。現在、以下の都市と提携：
- バルツィ, モルドバ
- キシナウ, モルドバ[52]
- クルージュ＝ナポカ, ルーマニア
- デュッセルドルフ, ドイツ[53]
- ヤシ, ルーマニア
- イズミル, トルコ[54]
- クラーゲンフルト, オーストリア
- コニン, ポーランド
- マンハイム, ドイツ[55]
- メッツ, フランス[56]
- ネタニヤ, イスラエル
- ノフ・ハガリル, イスラエル
- リュエイユ＝マルメゾン, フランス
- ソルトレイクシティ, アメリカ合衆国
- サスカトゥーン, カナダ
- スチャヴァ, ルーマニア
- ティミショアラ, ルーマニア
- ヴォルフスベルク, オーストリア

## 著名な出身者
- アハロン・アッペルフェルド（1932–2018）、ユダヤ人作家
- パウル・ツェラン（1920–1970）、ドイツ語詩人・翻訳家
- エルヴィン・シャルガフ（1905–2002）、ユダヤ人生化学者
- ミラ・クニス（1983–）、アメリカ人女優
- アニ・ロラク（1978–）、ウクライナ人歌手、女優
- マインハルト・E・マイヤー（1929–2011）、ルーマニア系アメリカ人数学者・物理学者
- カロル・ミクリ（1821–1897）、ポーランド系ルーマニア人音楽家
- アルセニー・ヤツェニュク（1974–）、ウクライナ人政治家

## 関連人物
- アルセニー・ヤツェニュク - 元ウクライナ首相。
- パウル・ツェラン - ユダヤ系ドイツ語詩人。
- ミラ・クニス - アメリカの女優。
- トラヤン・ポポヴィチ - 第二次世界大戦中の市長、ホロコーストでユダヤ人を救った義人。
- ゼルマ・メーアバウム＝アイジンガー - ホロコースト犠牲者、詩人[57]。

## ギャラリー

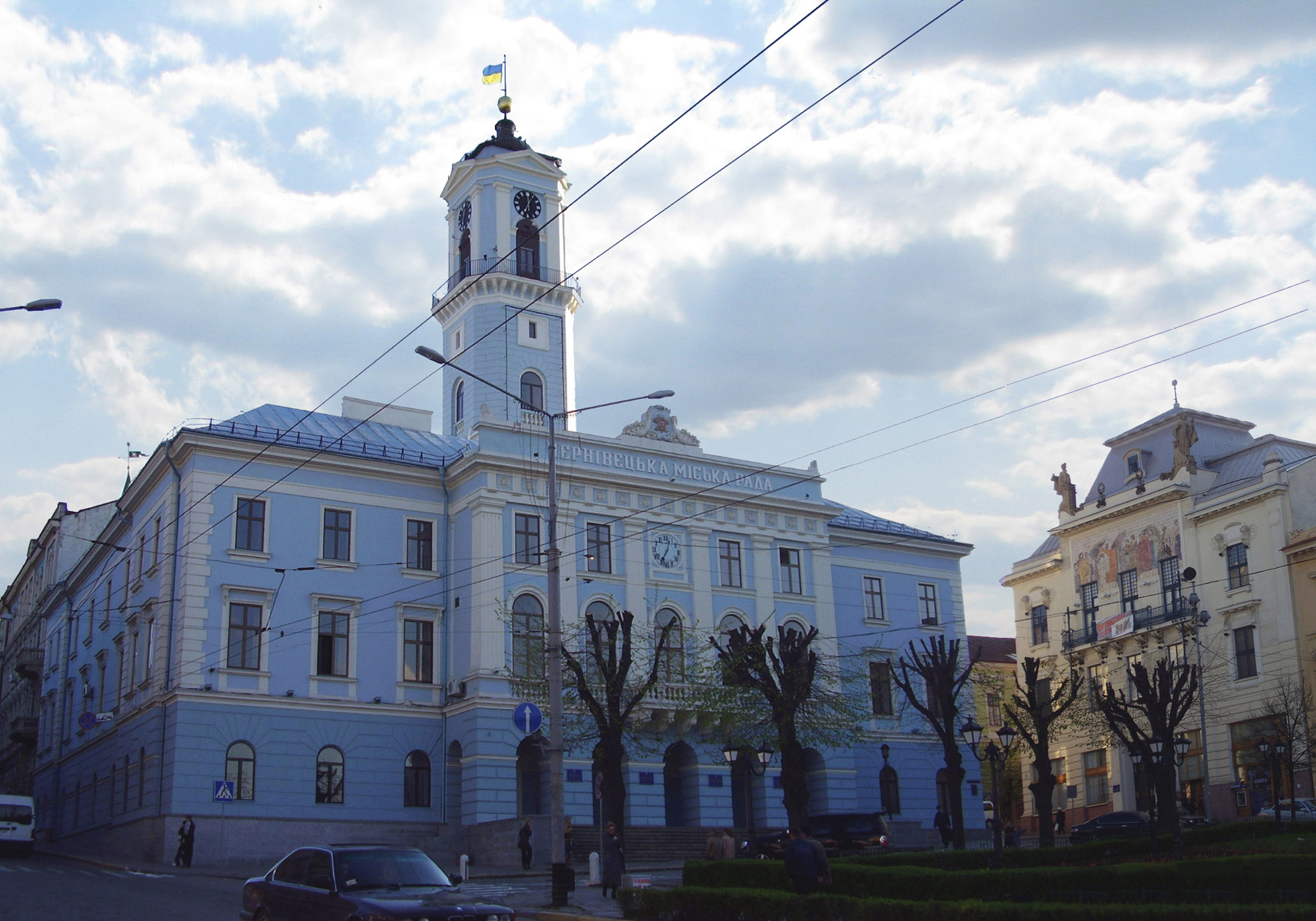
市庁舎（1847年、新古典主義建築）
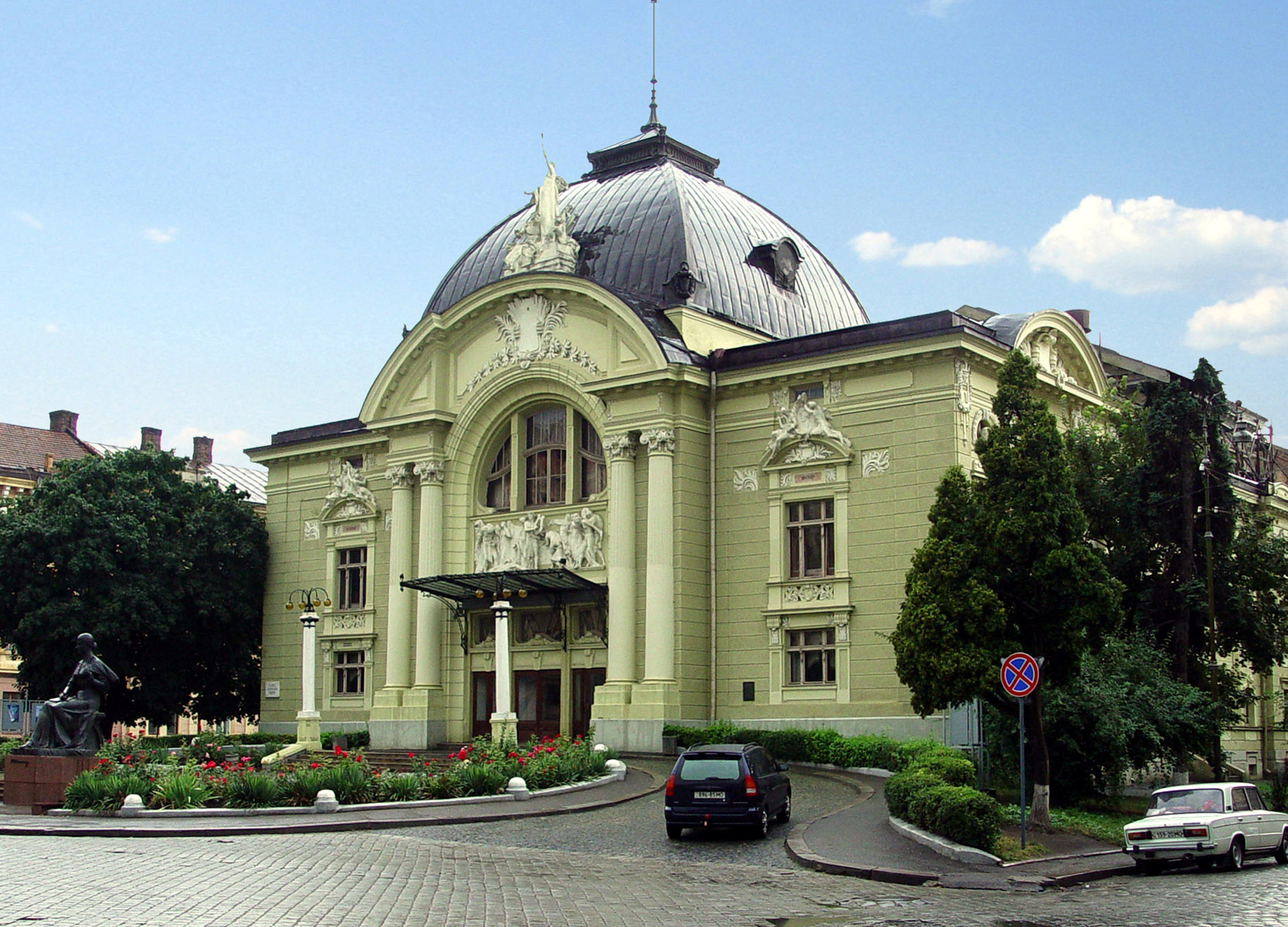
オルハ・コビリャンスカ劇場（1905年、ウィーン分離派）
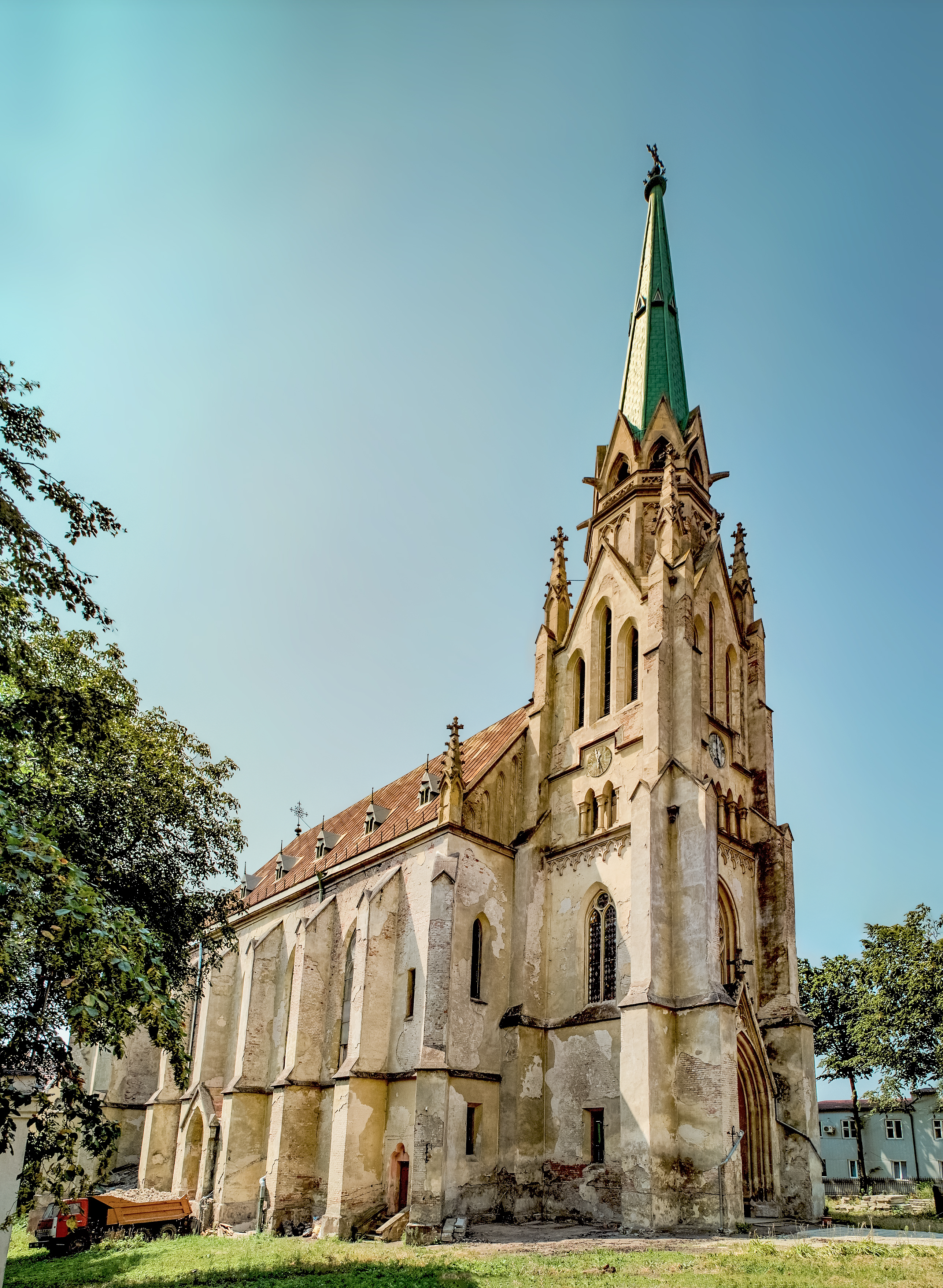
聖心教会（1894年、ネオゴシック様式）
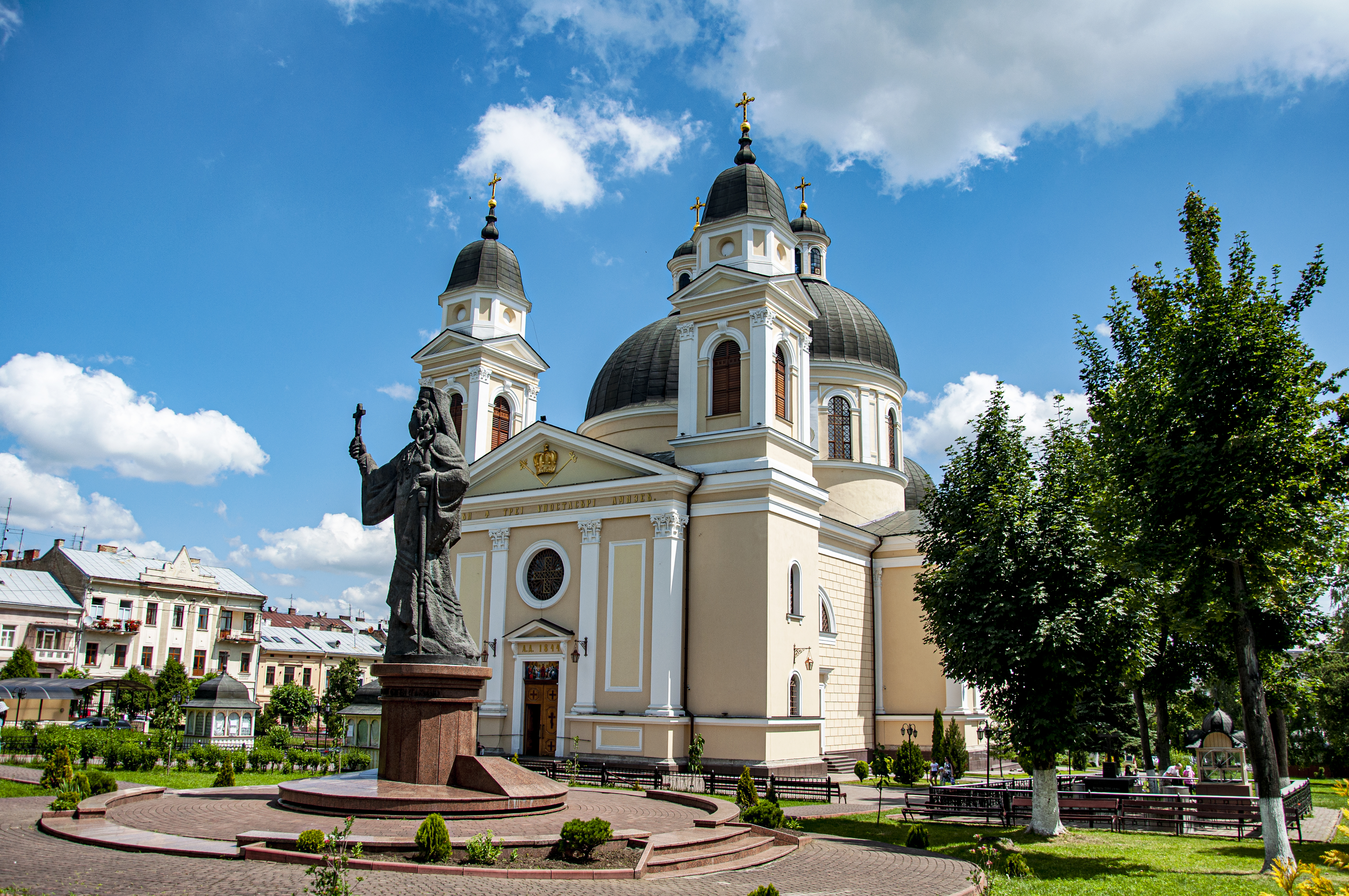
聖霊大聖堂（1864年、ルネサンス様式）
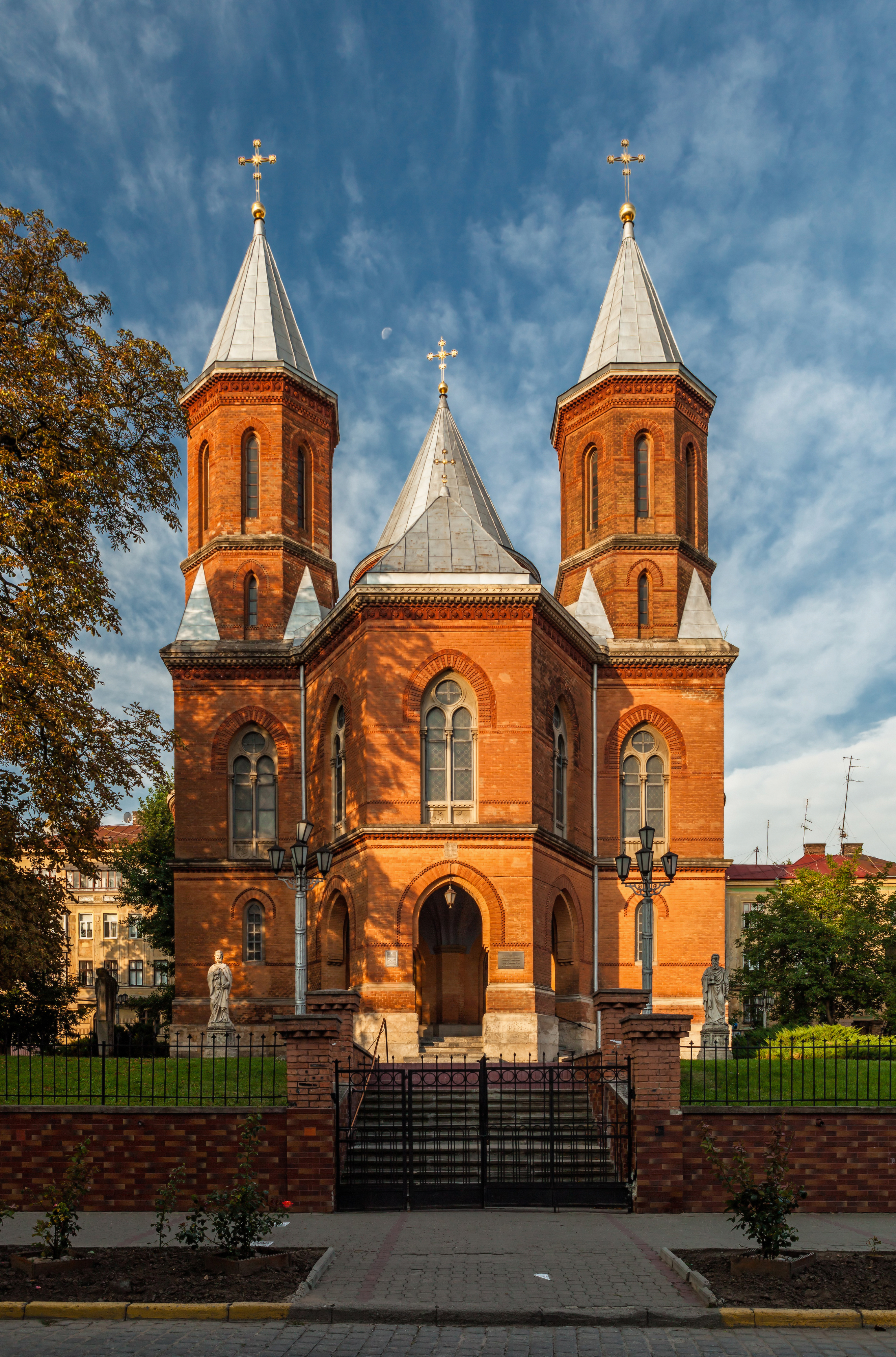
アルメニア教会（1875年、ネオビザンティン様式）
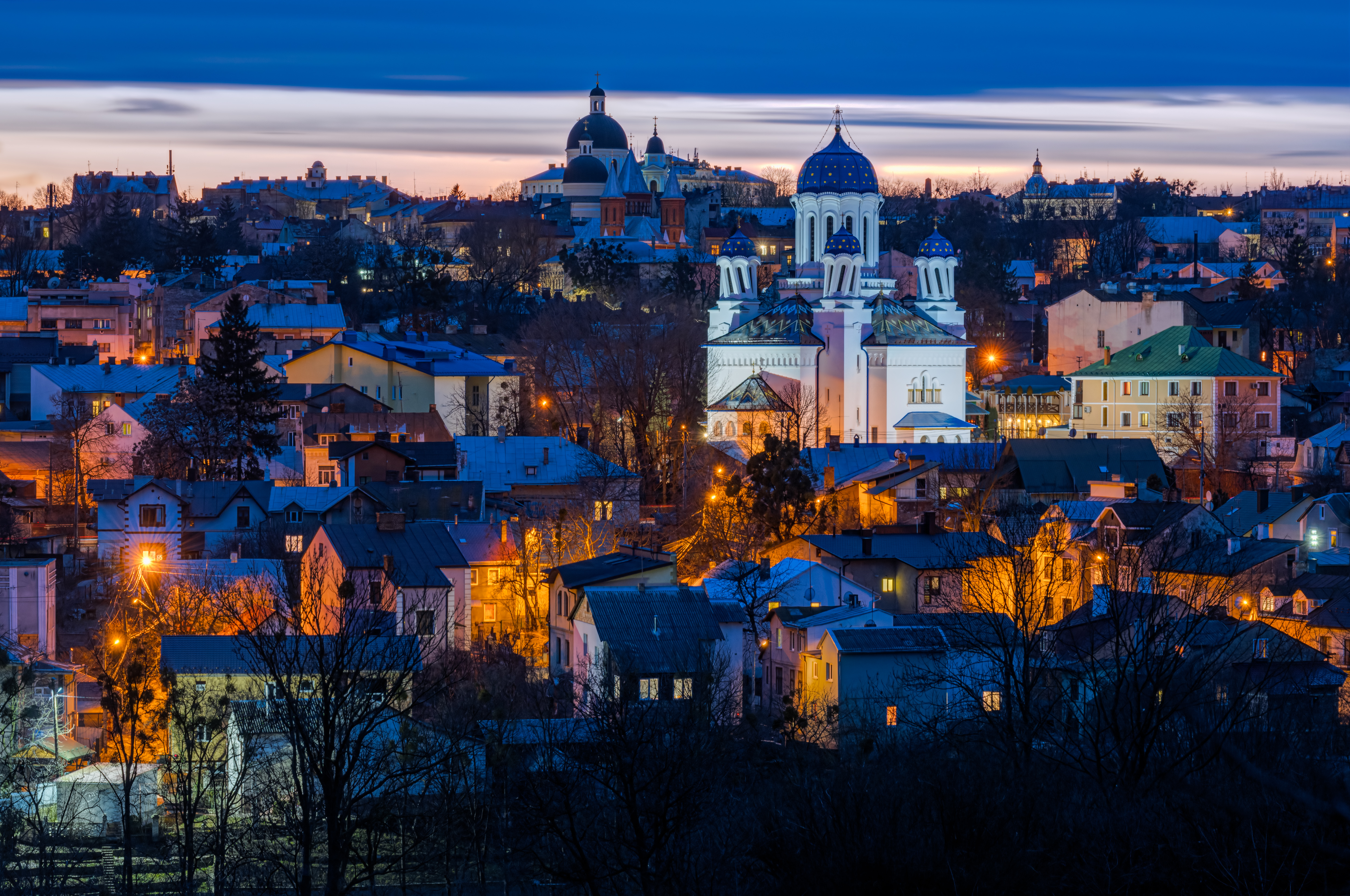
聖ニコライ大聖堂（1939年、ルーマニア様式）
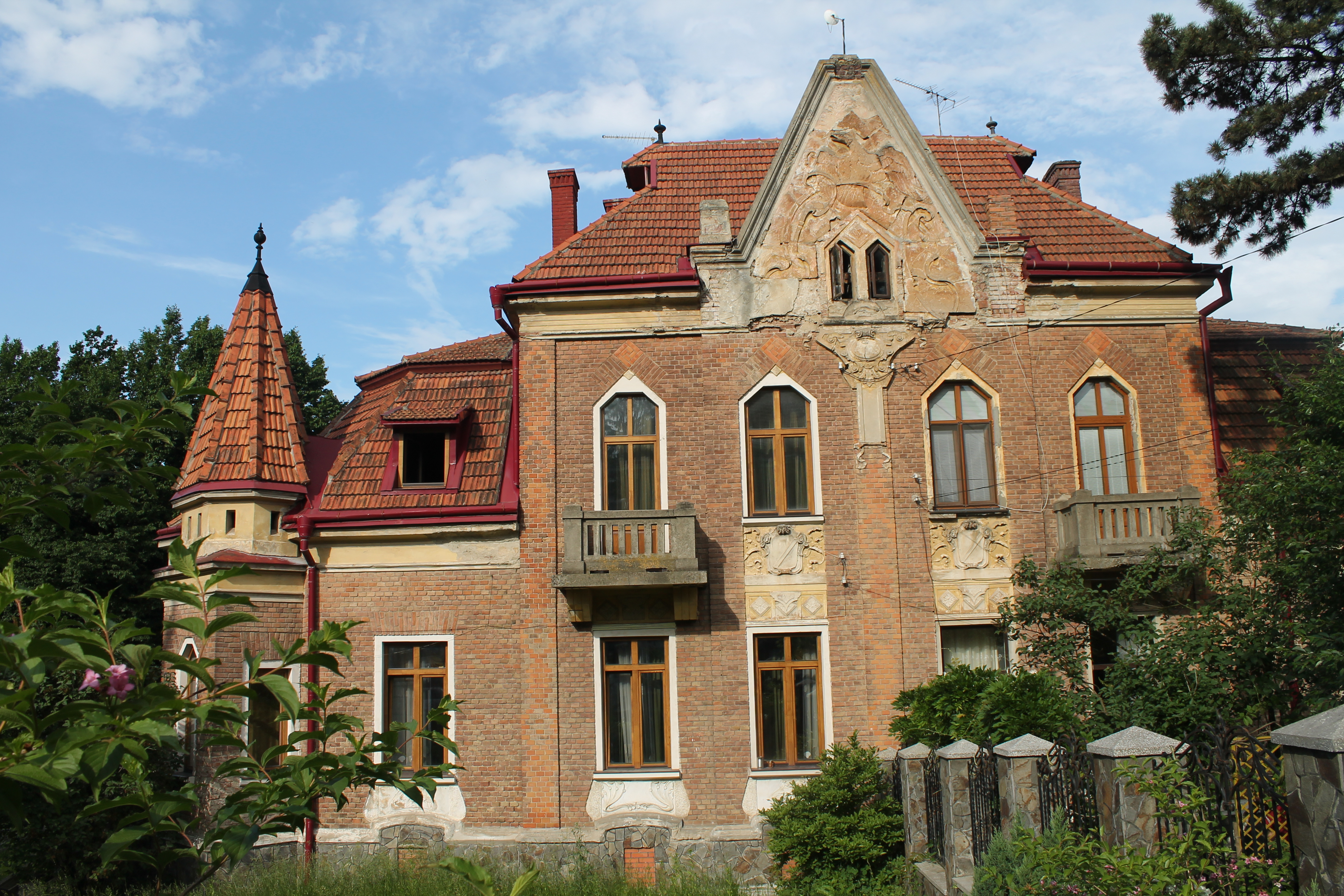
フェドコーヴィチャ通りの住宅（19世紀後半）
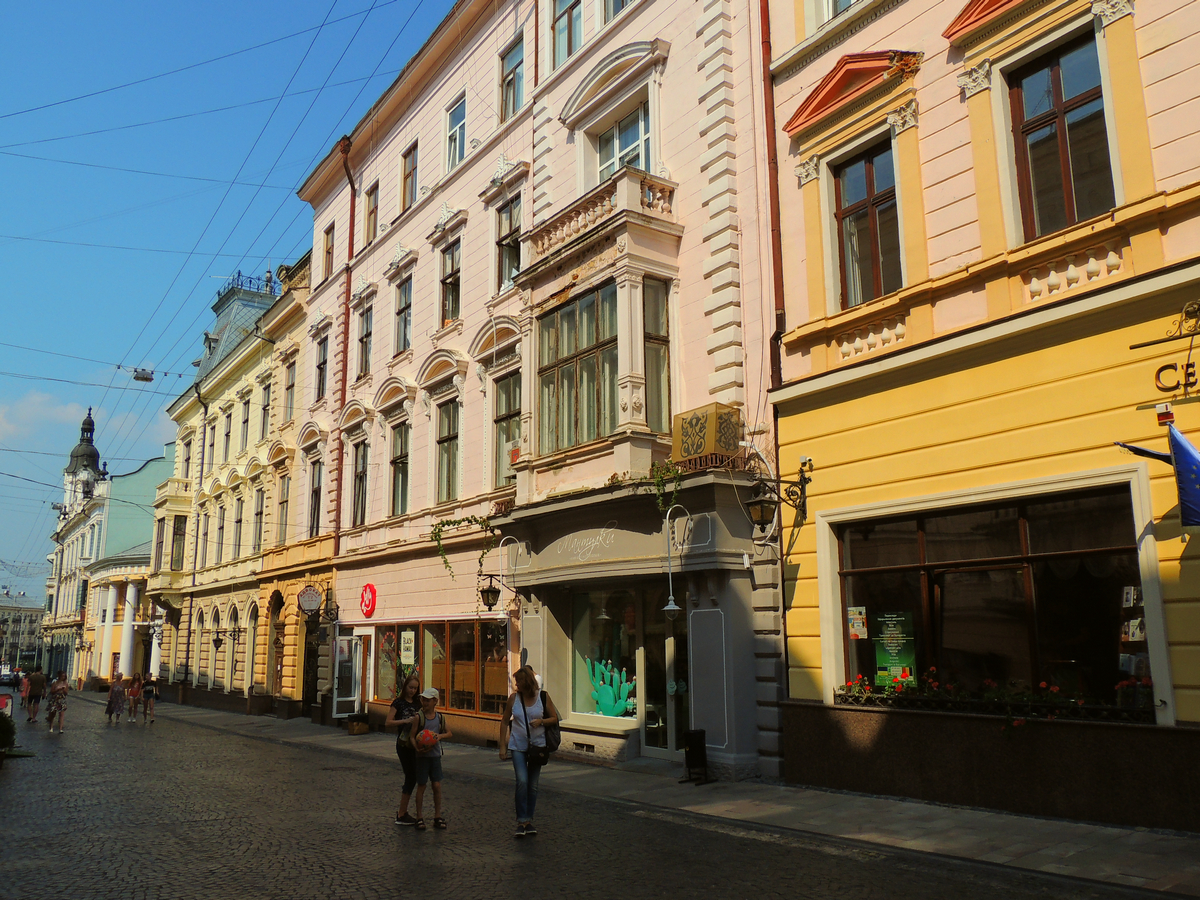
コビリャンスカ通り（歴史的中心街）
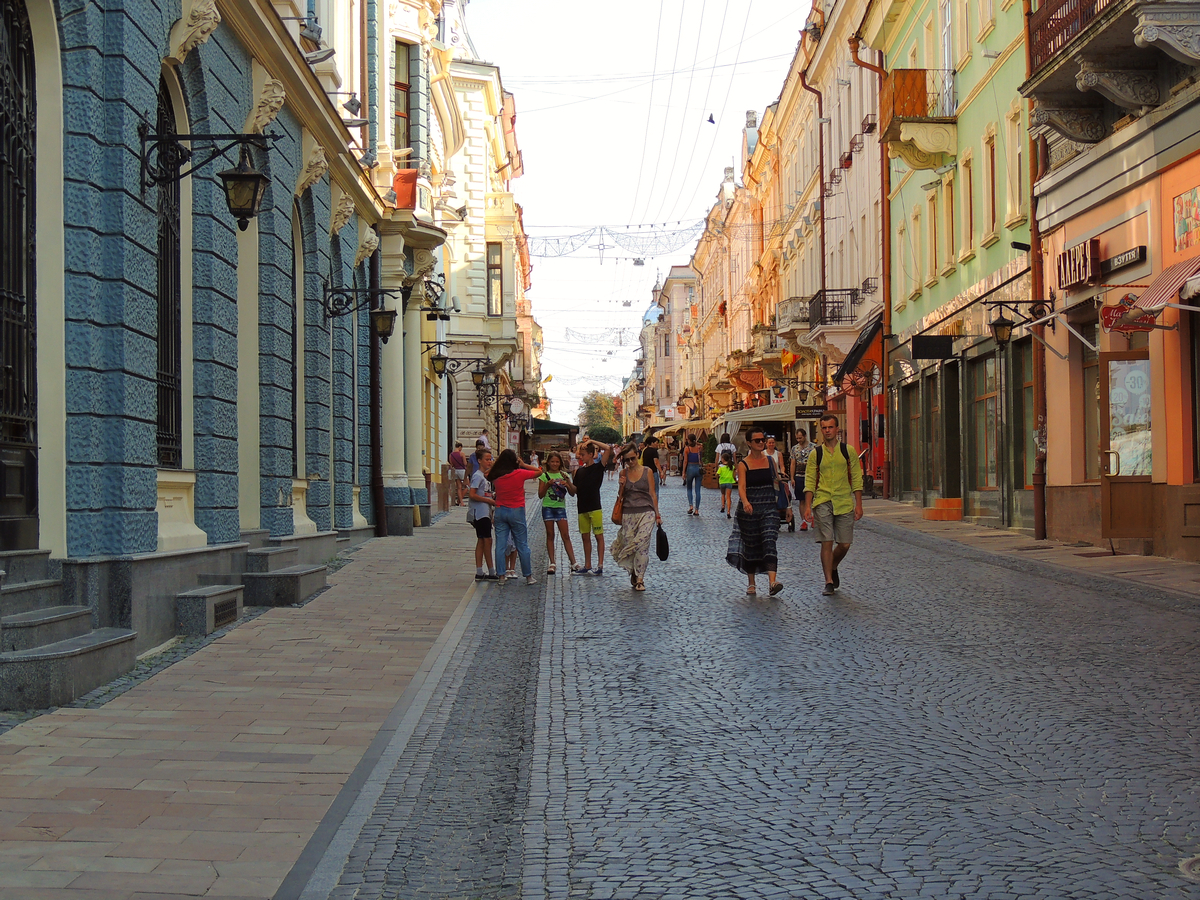
コビリャンスカ通り（歩行者専用区域）
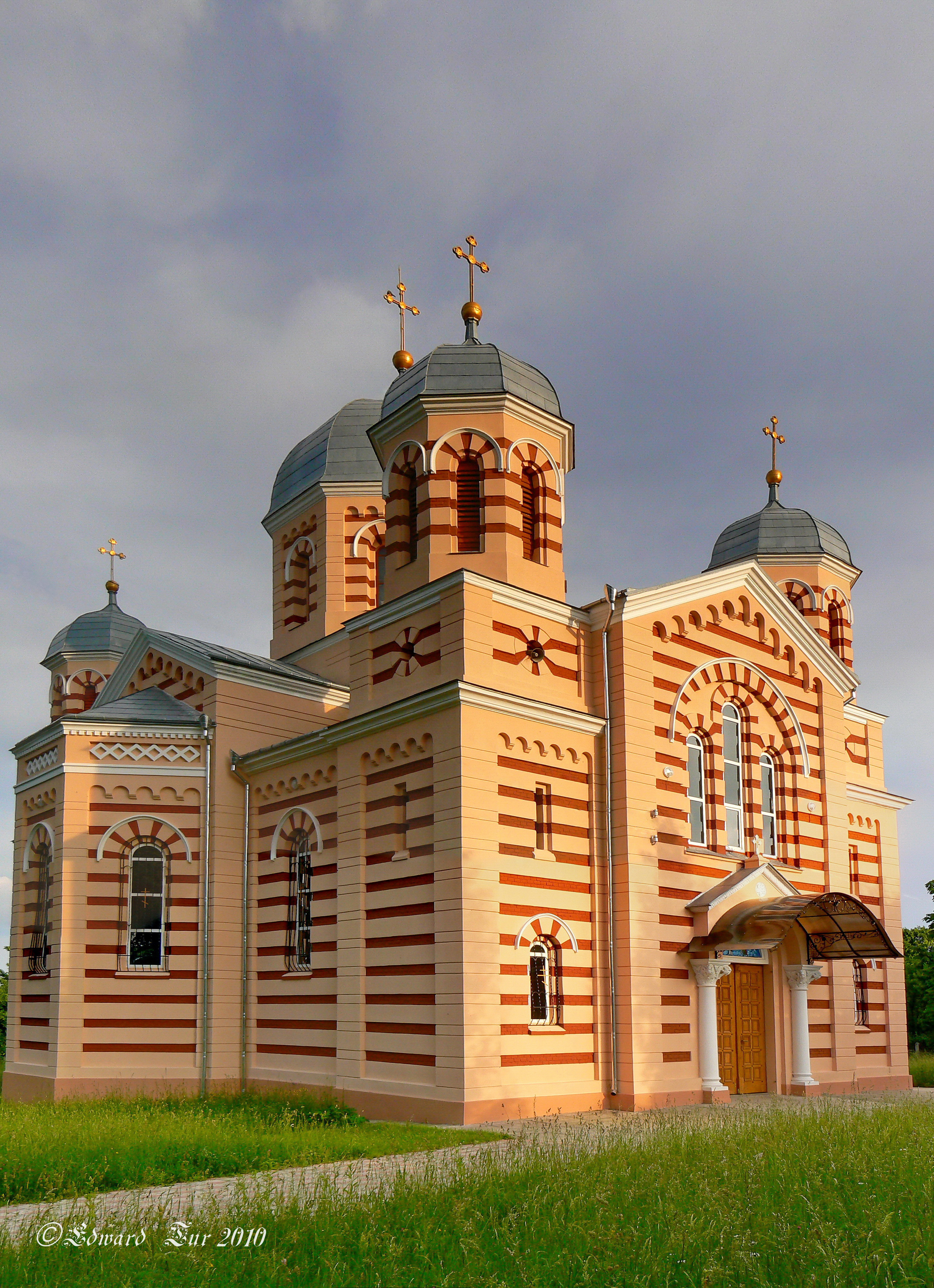
聖ミハイル教会（19世紀、折衷主義）
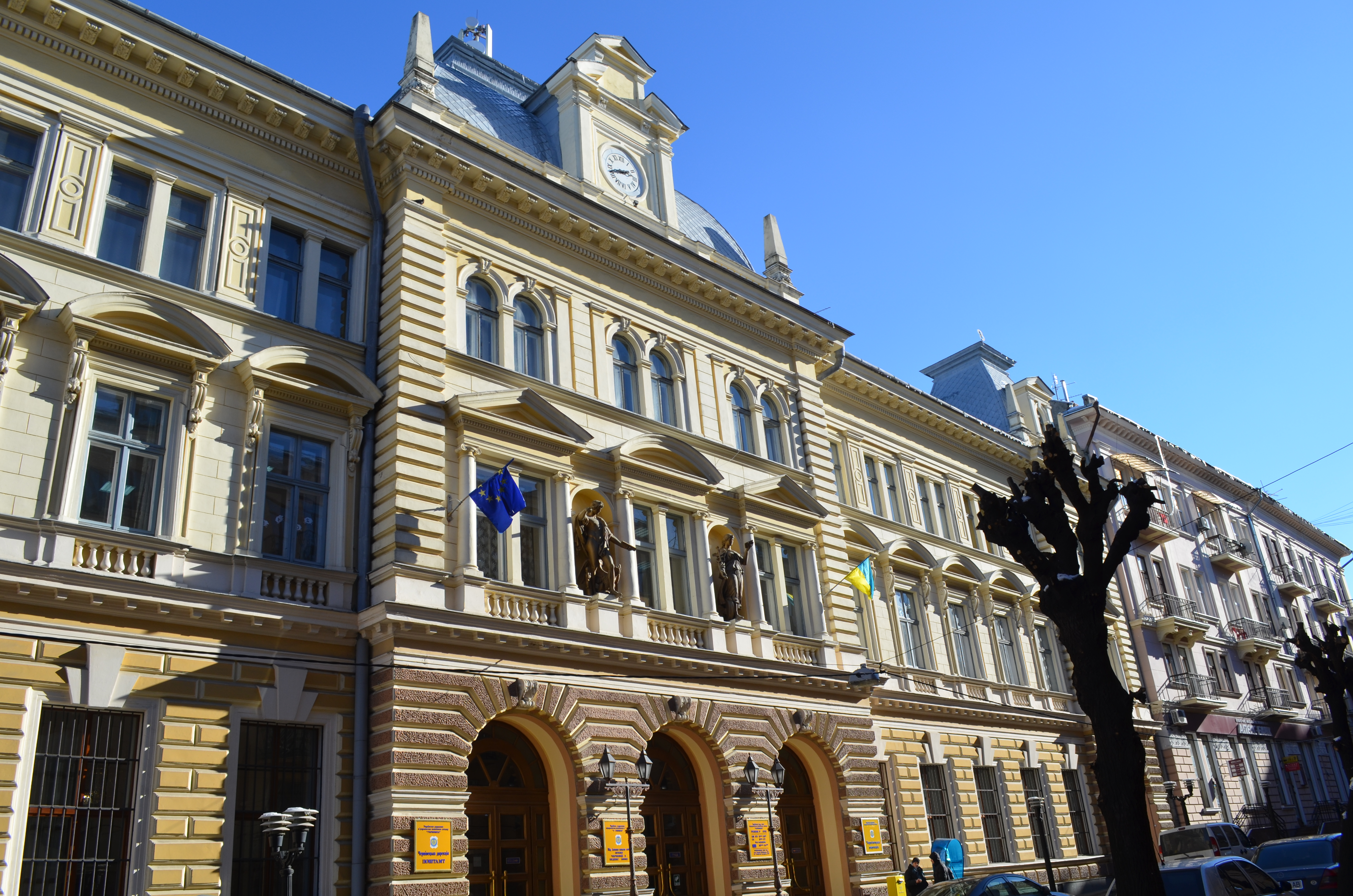
郵便局（1889年、ネオルネサンス様式）
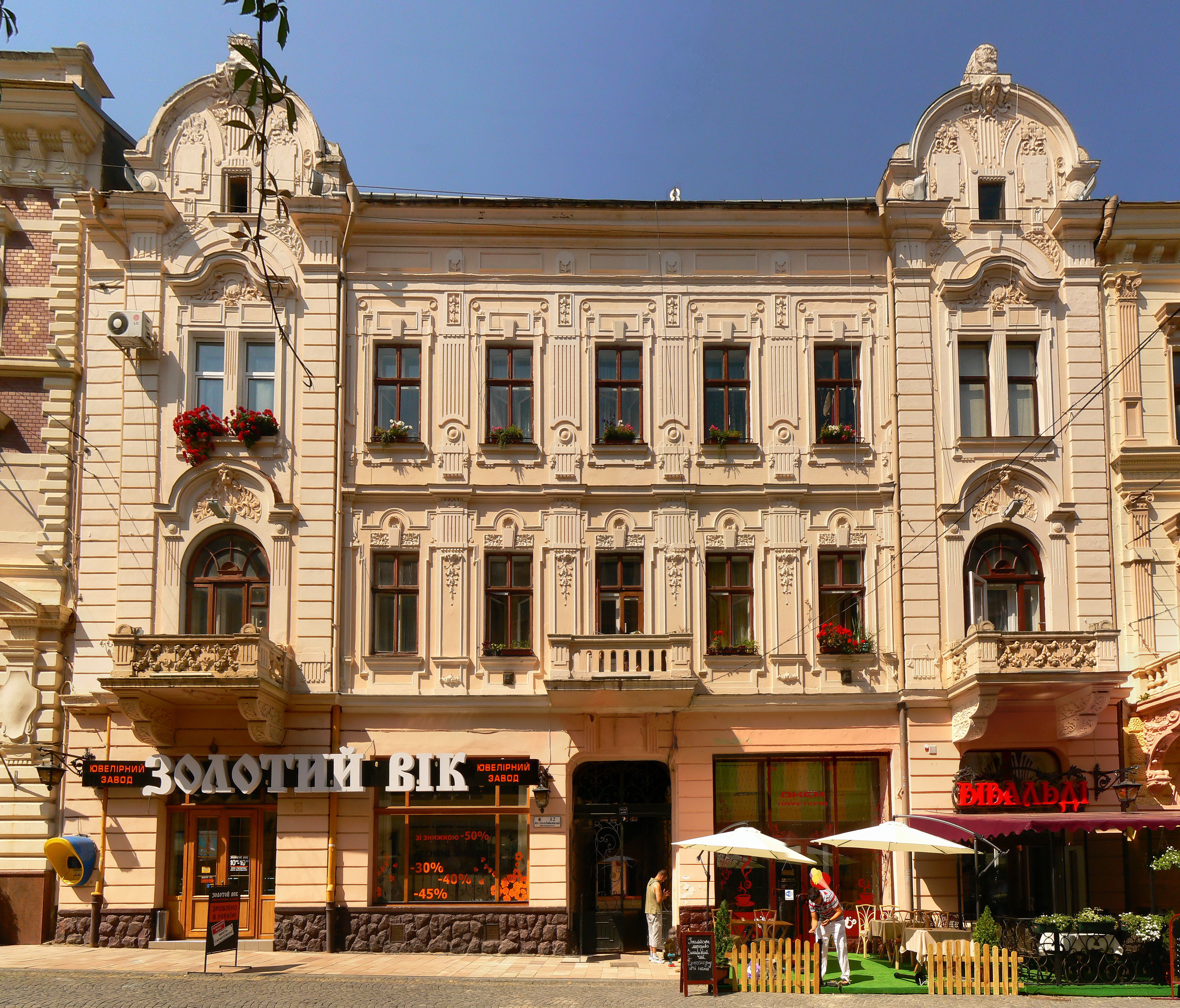
ヘレン通り（オーストリア時代の中枢）